# 澳門巴士30路線
澳門巴士30路線是由澳巴經營，往返青洲坊和氹仔中央公園的巴士路線。

## 簡介及歷史
- 1997年8月8日，為配合北區乘客需要及友誼大橋通車，當時澳葡政府批准設立此線，由澳巴經營。[1]

- 2011年8月1日，本線改由維澳蓮運經營。

- 2012年4月18日，取消停靠「街總社區服務大樓」站。[2]

- 2012年12月18日，新增停靠「湖畔公園」、「湖畔大廈」站。[3]

- 2014年3月15日，「氹仔花城」更名為「雍景灣」。[4]

- 2014年7月1日，本線改由新時代經營。

- 2016年6月25日，因配合輕軌高架橋吊裝工作，取消停靠「黑橋／地堡街」、「廣東大馬路／馬會」、「廣東大馬路／成都街」站，改停靠「基馬拉斯／濠景」站。[5]

- 2016年8月29日，因應30X路線開通，本線在上午尖峰時段的班次調整為6至10分鐘一班。[6]

- 2016年10月9日，配合氹仔運動場圓形地及周邊道路恢復，恢復停靠「黑橋／地堡街」、「澳門運動場」、「賽馬會-1」站。[7]

- 2016年11月5日，因重整祐漢區巴士站點分佈及路線行程，取消停靠「看台街／中銀」、「祐漢公園」站。[8]

- 2016年12月10日，調整「祐漢市場街」站遷移至永華街近僑光大廈，並更名為「永華街」站。[9]

- 2017年4月9日，「驗車中心」站改名為「何賢紳士大馬路」。 [10]

- 2017年8月23日，颱風天鴿襲澳，關閘總站受到嚴重風暴潮破壞，本線暫不停靠該站。

- 2018年8月1日，本線回復由澳巴經營。

- 2018年9月29日，取消停靠“廣東大馬路／鴻發”、“宋玉生博士圓形地”站，新增停靠“氹仔中央公園／哥英布拉街”、“氹仔電訊”站。[11]

- 2018年10月27日，為明確巴士站位置及讓巴士服務更符合市民出行需要，「廣東大馬路／成都街」更名為「廣東大馬路／濠尚」。

- 2018年12月15日，恢復停靠「關閘總站」。

- 2019年8月17日，「青洲坊總站」正式營運，本線有所調整：
  - 總站由“李寶椿街”改為“青洲坊總站”；
  - 取消停靠“何賢紳士大馬路”站。

- 2019年12月28日起，新增停靠「柯維納馬路」站。

- 2021年1月1日起，為配合新巴士合同，本線更新目的地資訊，由「氹仔」更名為「氹仔中央公園」。

- 2021年11月8日至2022年5月21日，因工程關係，暫不停靠「泉悅花園」、「嘉模泳池」、「氹仔官也街」站，臨時停靠「奧林匹克大馬路」站，以及位於「黑橋／地堡街」站的附近臨時站。

- 2022年6月24日01:00起，因應翡翠廣場實施封控措施，「中心街」站暫停使用。[12]

- 2022年7月11日至17日，因實施「全澳相對靜止管理」措施，本線暫停營運。[13]

- 2022年7月18日至22日，因宣佈延長“相對靜止管理”措施，本線維持上述措施。[14]

- 2022年7月23日起，因“相對靜止管理”結束，本線恢復營運。[15]

- 2024年6月1日起，取消停靠「馬場北大馬路」站；而「馬場東大馬路」站往馬場北大馬路方向遷移。[16]

## 本線特色
- 在2011年8月1日新巴士專營模式首天，維澳蓮運首班官方開出載客的巴士就是此線，於當日06:05由李寶樁街開出，當時澳門特別行政區交通運輸局局長汪雲更親自主持首班巴士啟行儀式。[17]
- 自從舊橋車重限制生效後，本線為首條使用車輛長度最長的巴士（11.36米）途經氹仔舊城區。

## 使用車輛

### 澳巴時期（舊兩巴時期）
- 營運初期：主要採用日產小巴行駛。
- 2003年：改用日野HR1JKEE中巴。
- 2005年：改用日野HR7J大巴。
- 2006年：加入五洲龍9米中巴及11米大巴。

### 維澳蓮運時期

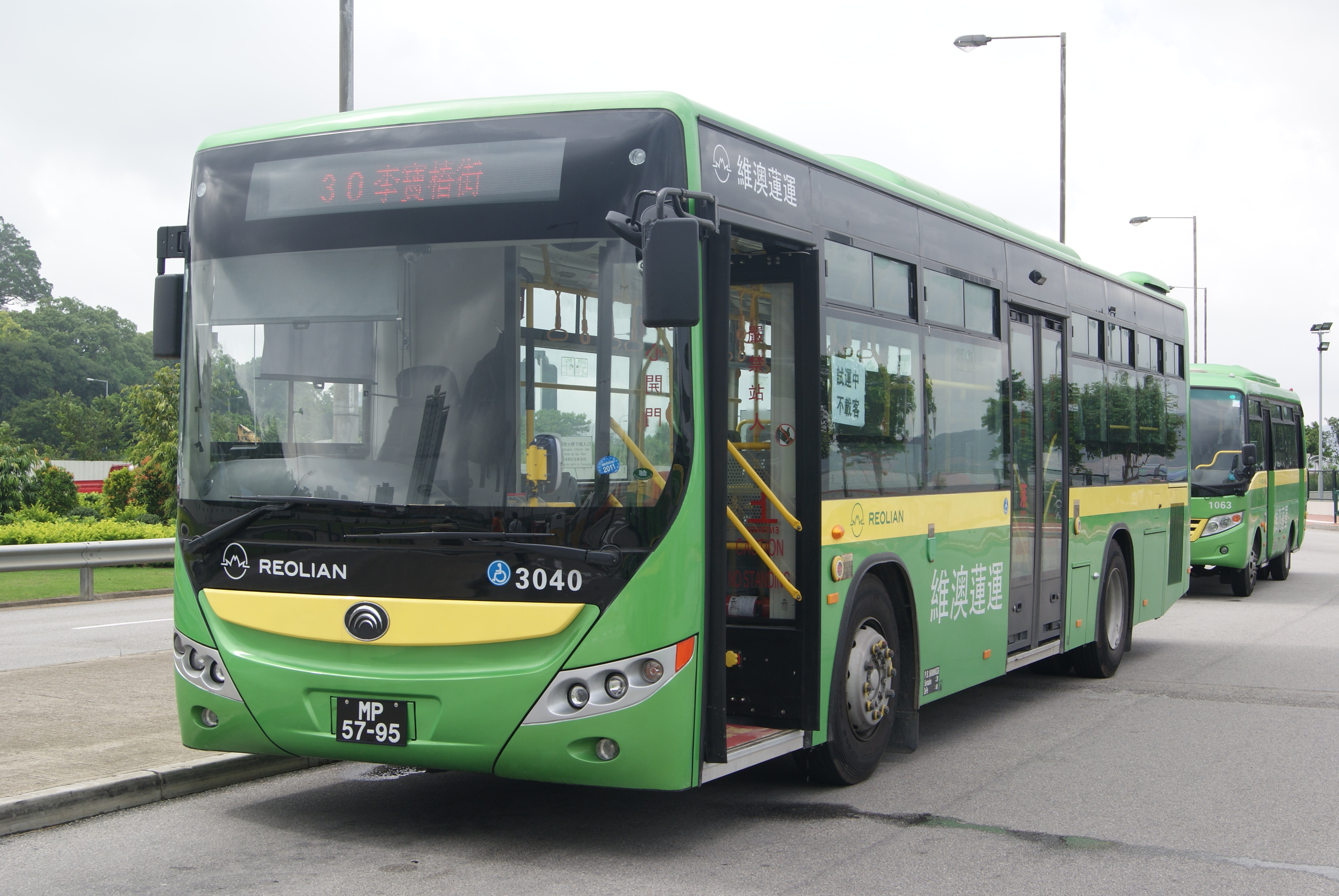
宇通ZK6118HGE

### 新時代時期

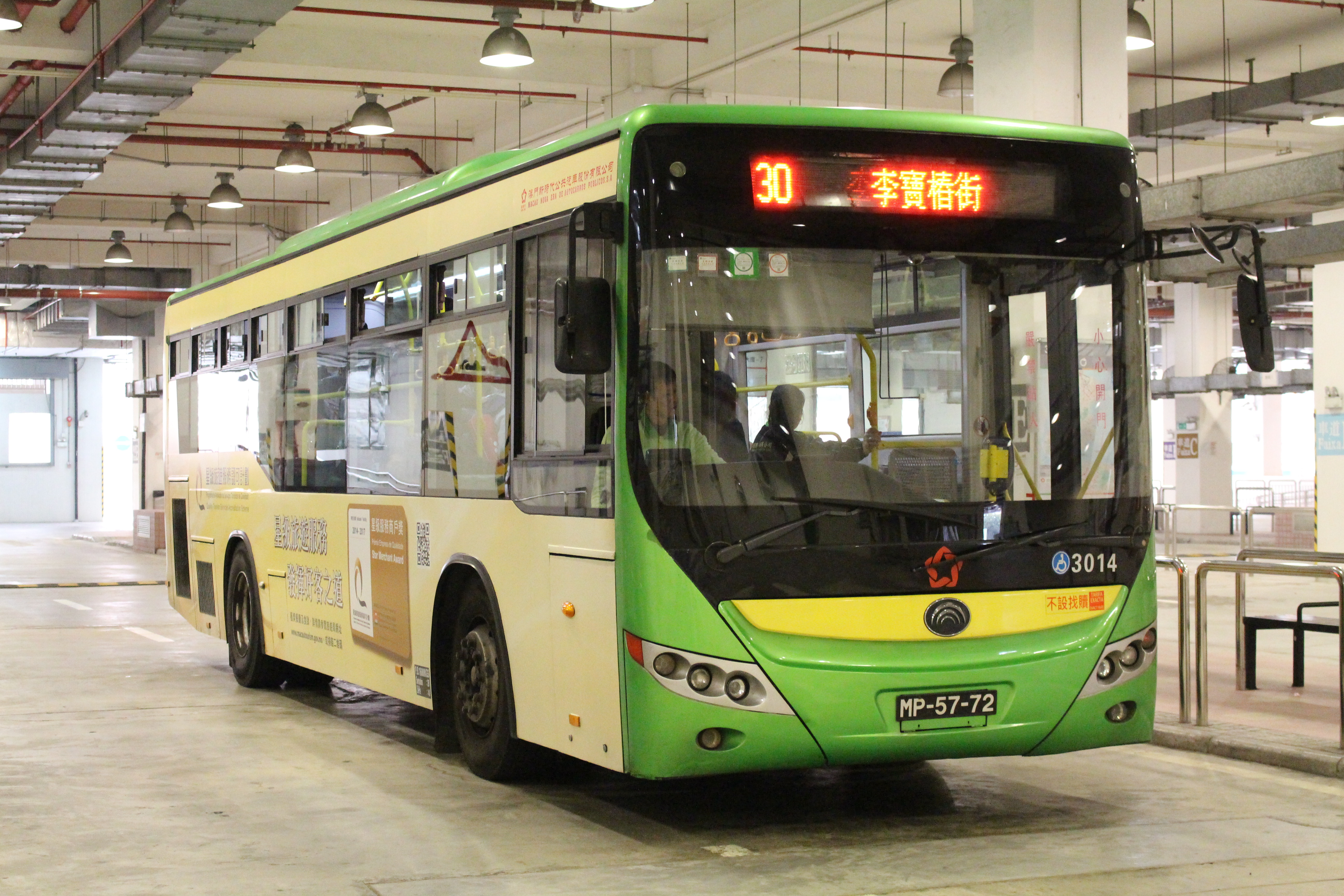
宇通ZK6118HGE
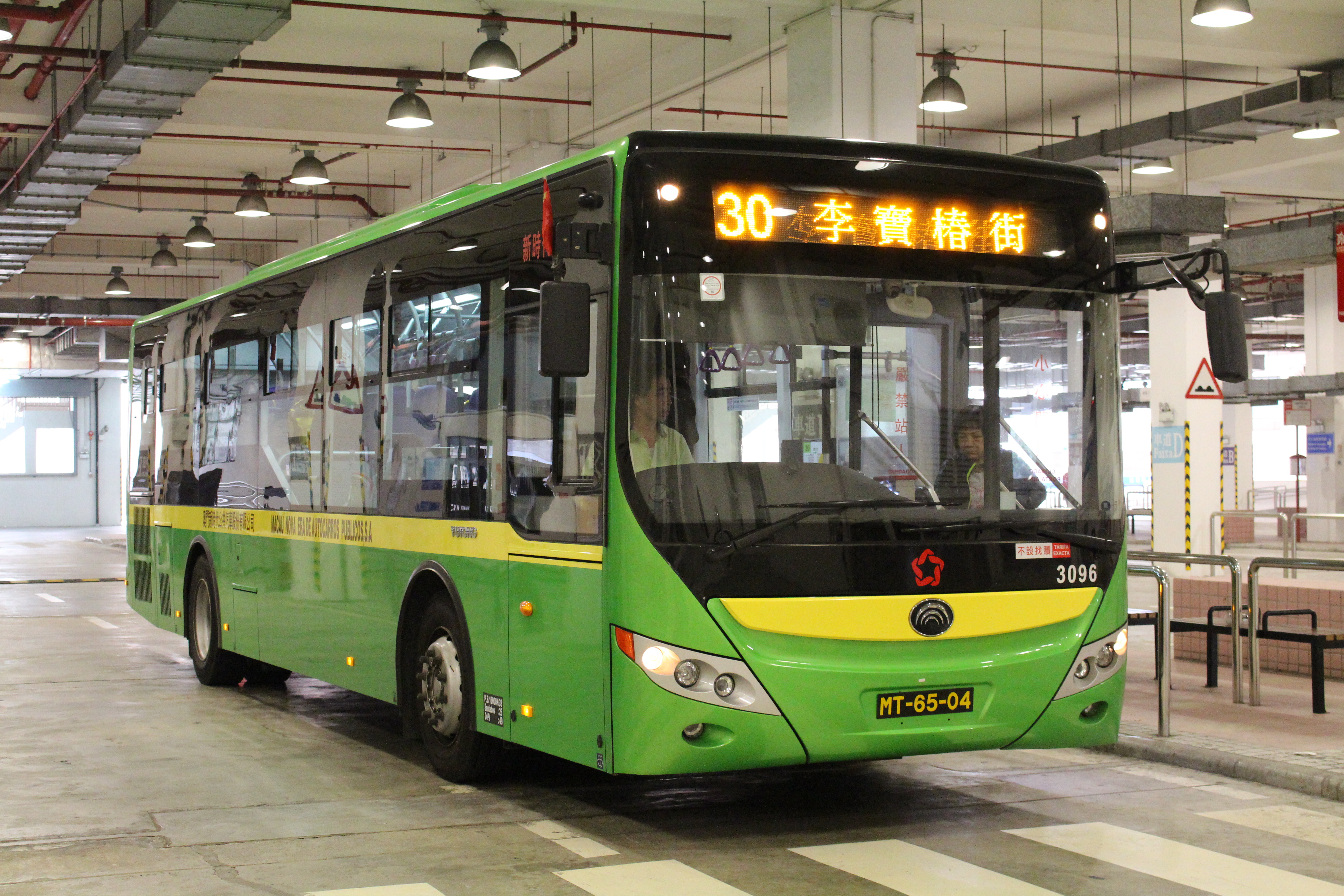
宇通ZK6115HG1
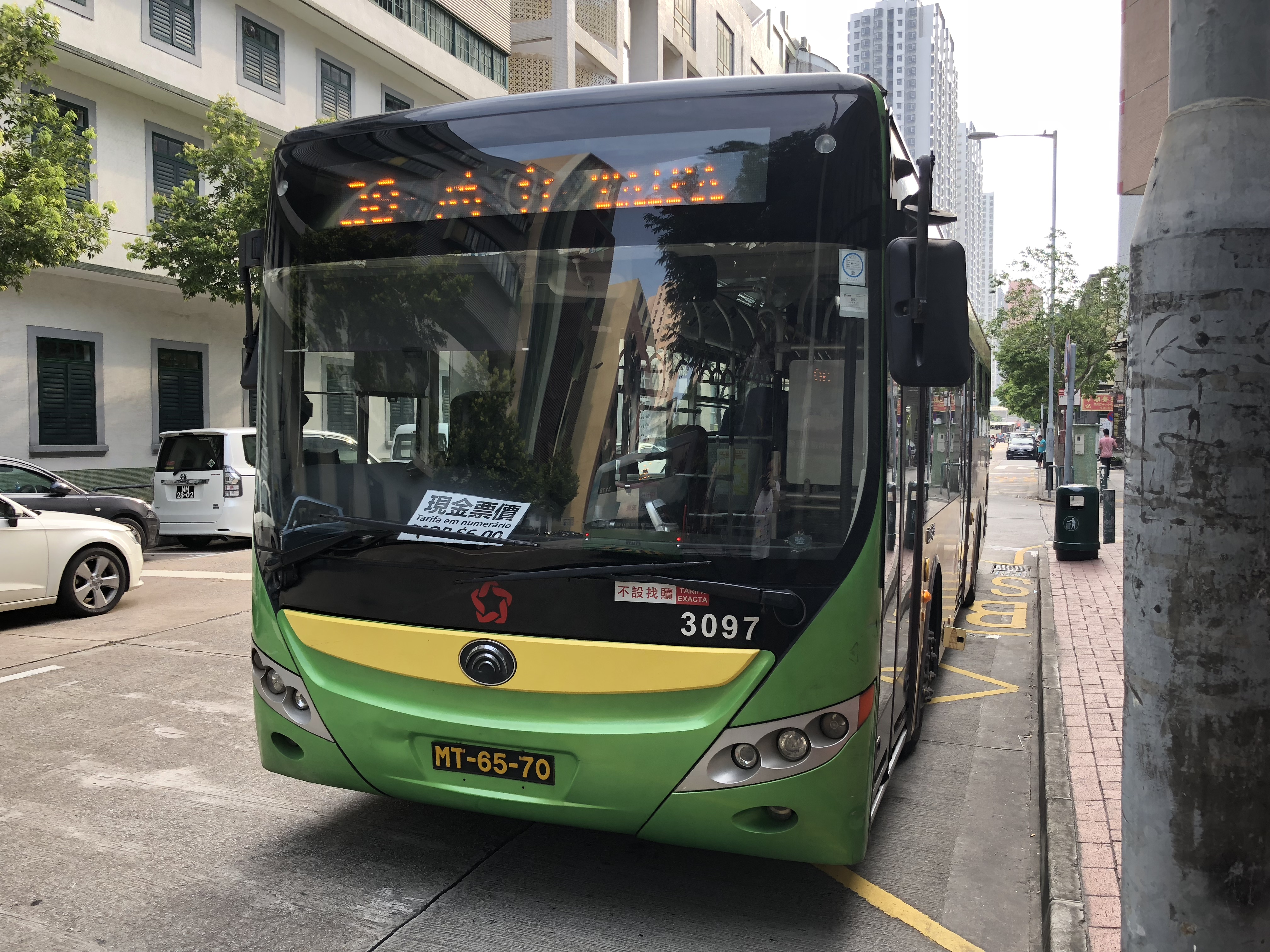
宇通ZK6118HGE

#### 特見
- 2014年12月11日，新時代派出一輛宇通ZK6128HGE低地台大巴於本線首航做載客測試，車隊編號是5002。

### 澳巴時期（新兩巴時期）
2022年4月18日前：

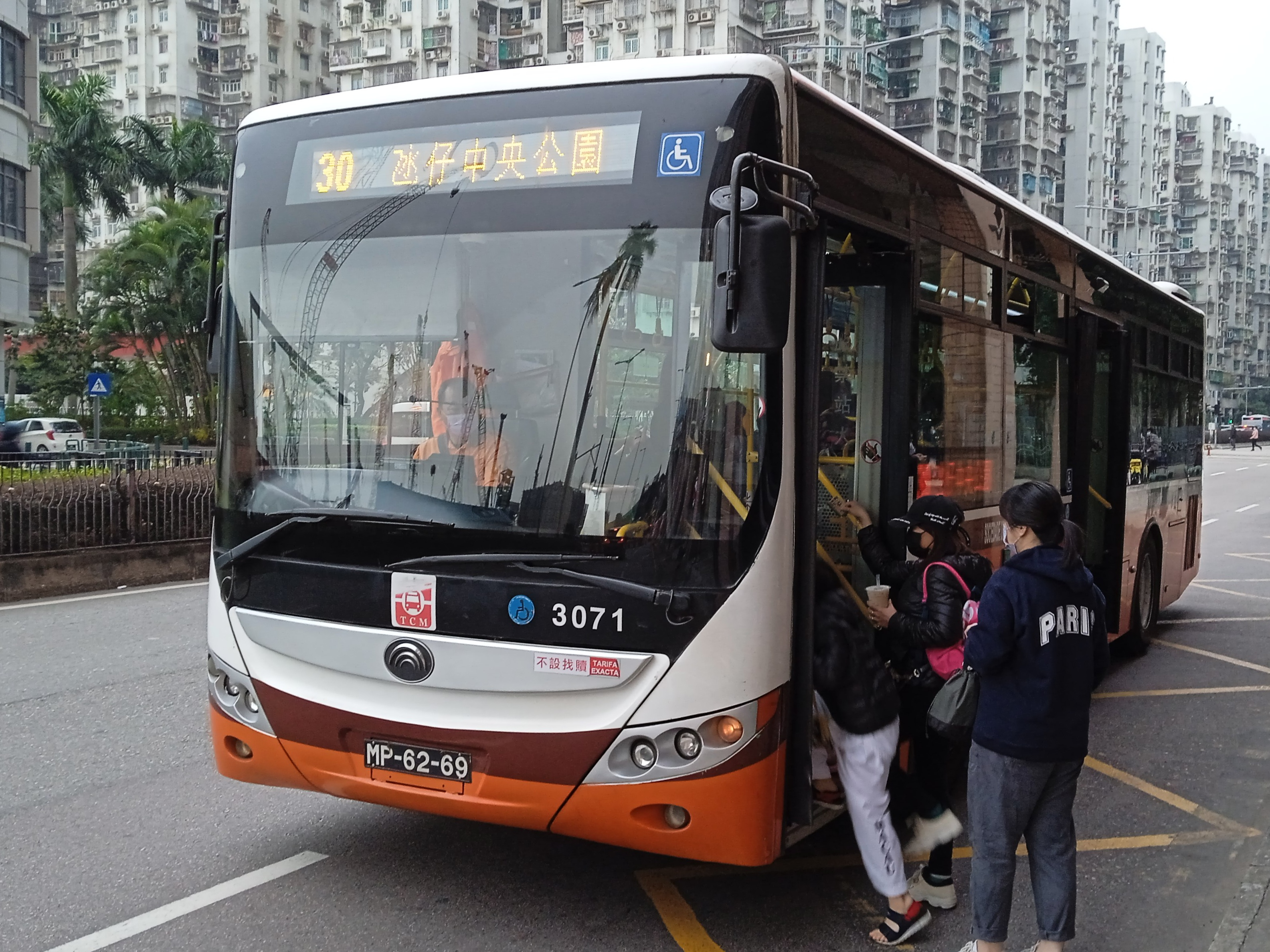
宇通ZK6105HG
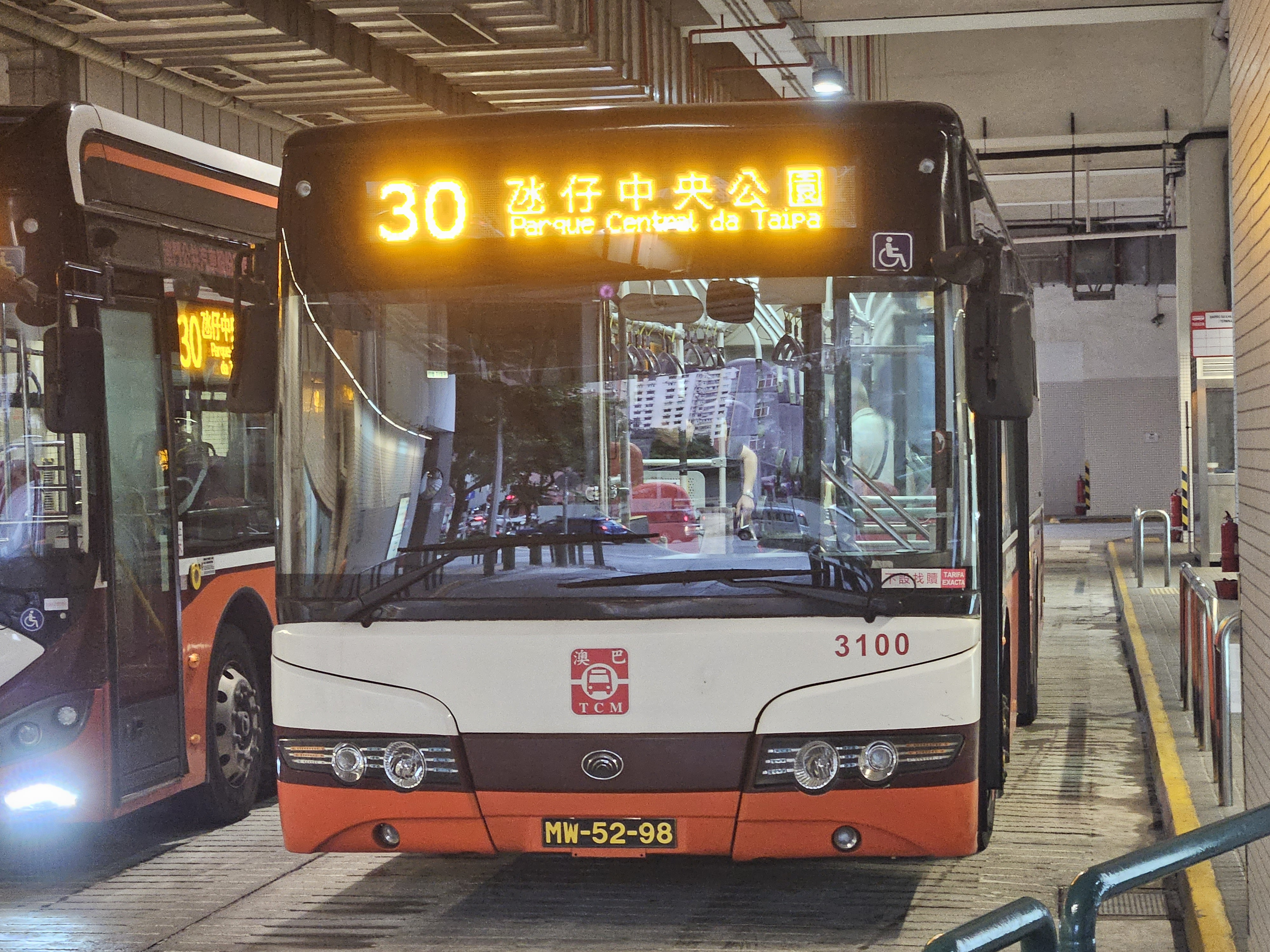
宇通ZK6115HG1
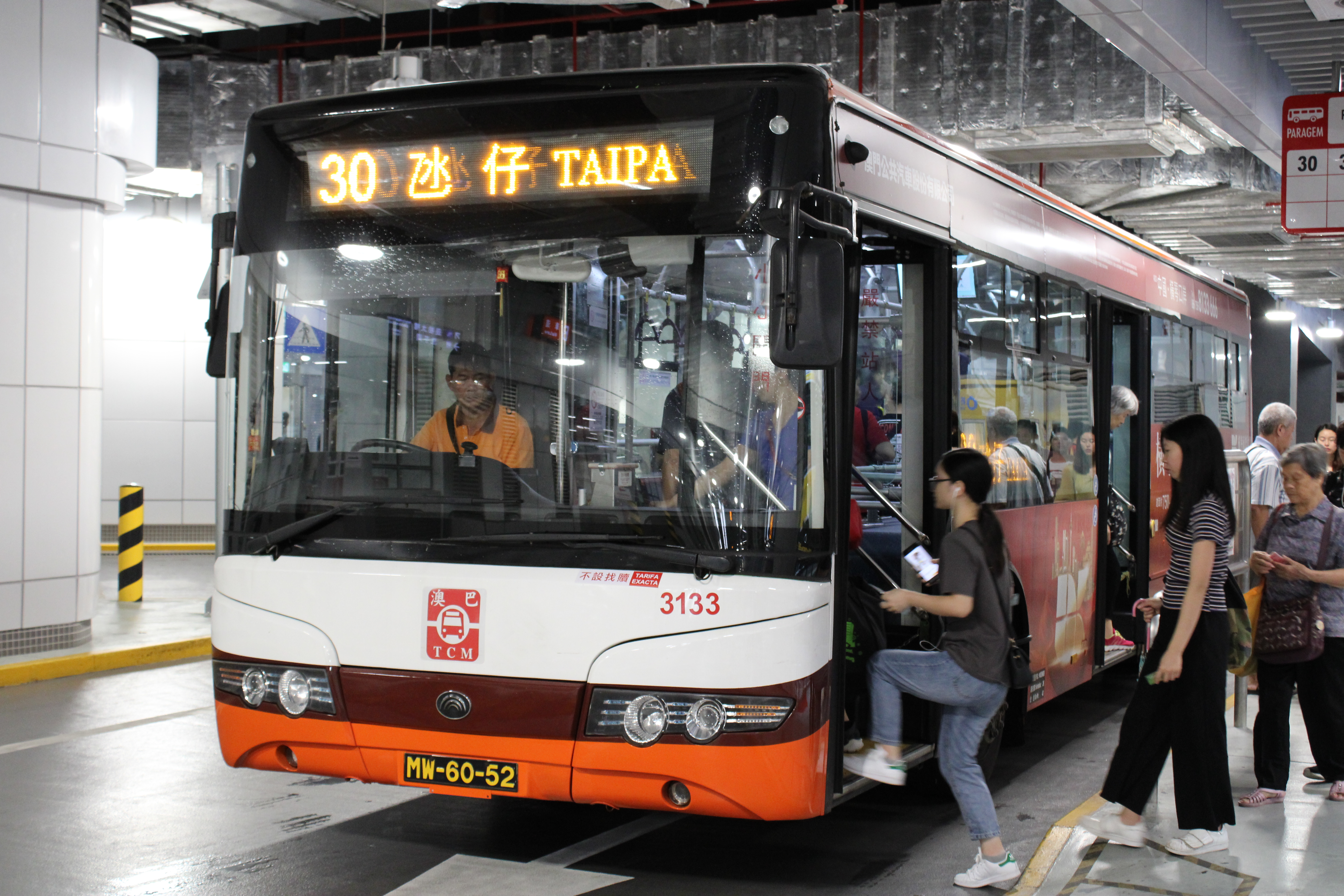
宇通ZK6118HGE
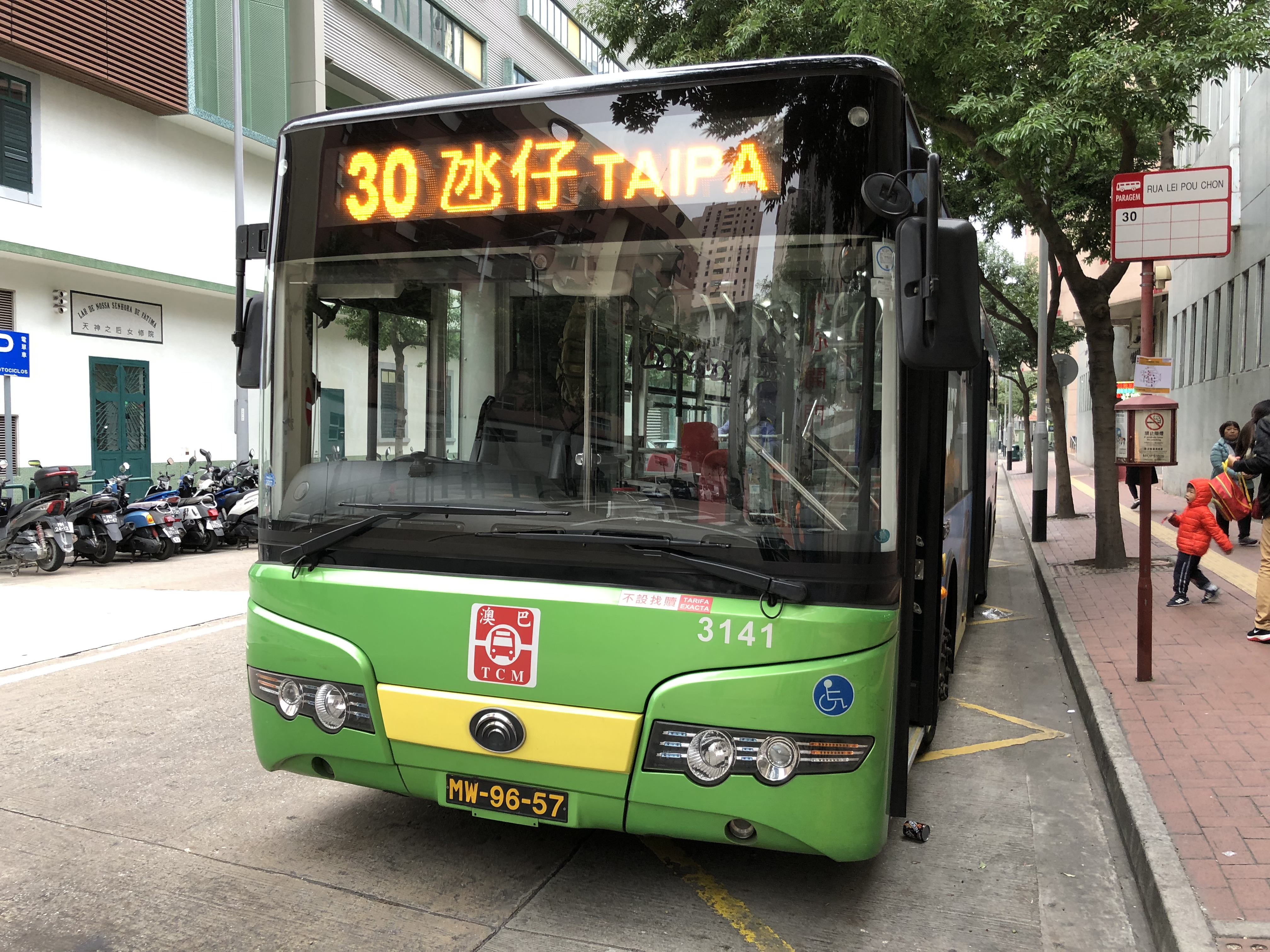
宇通ZK6105HG
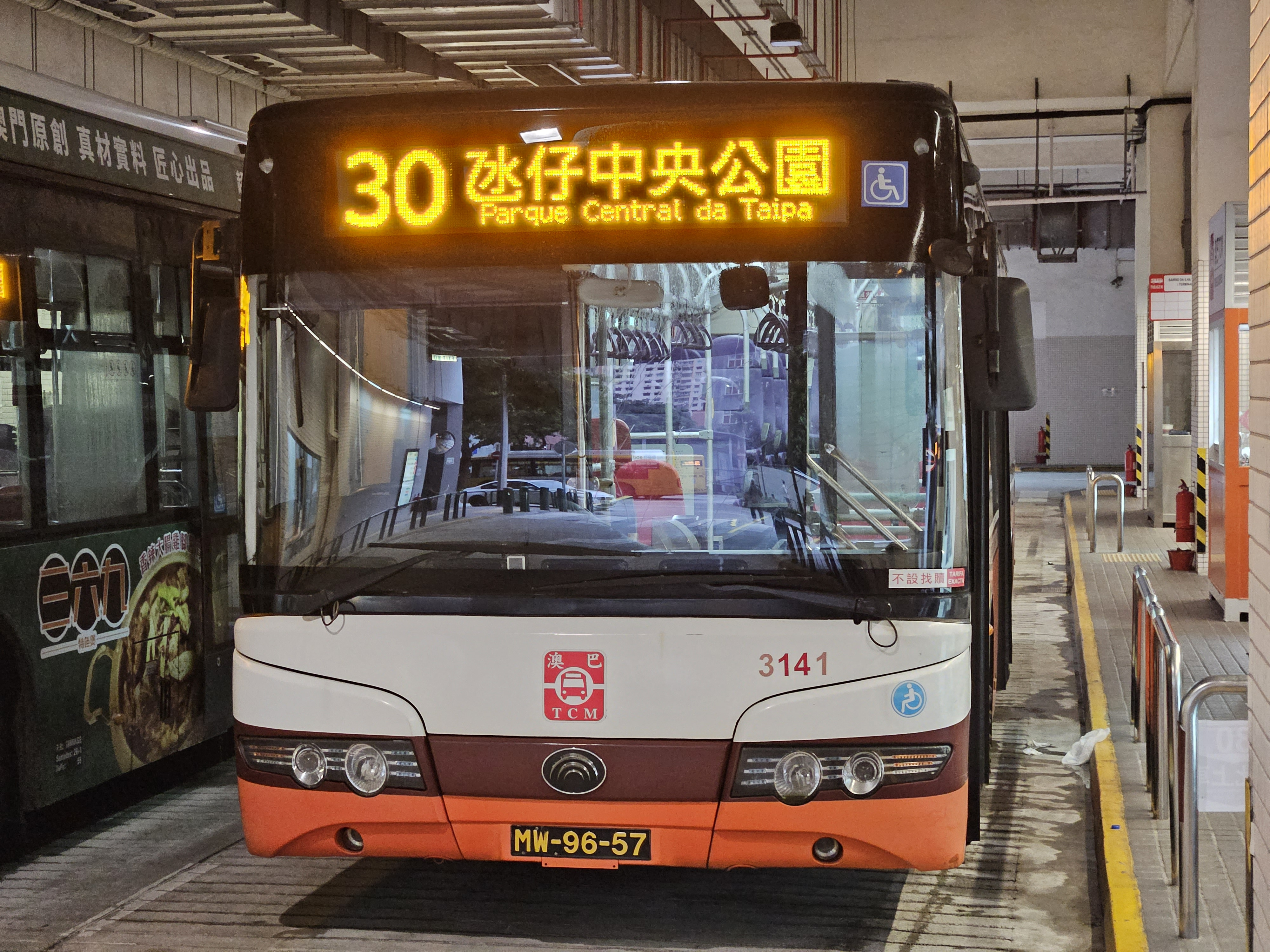
宇通ZK6105HG
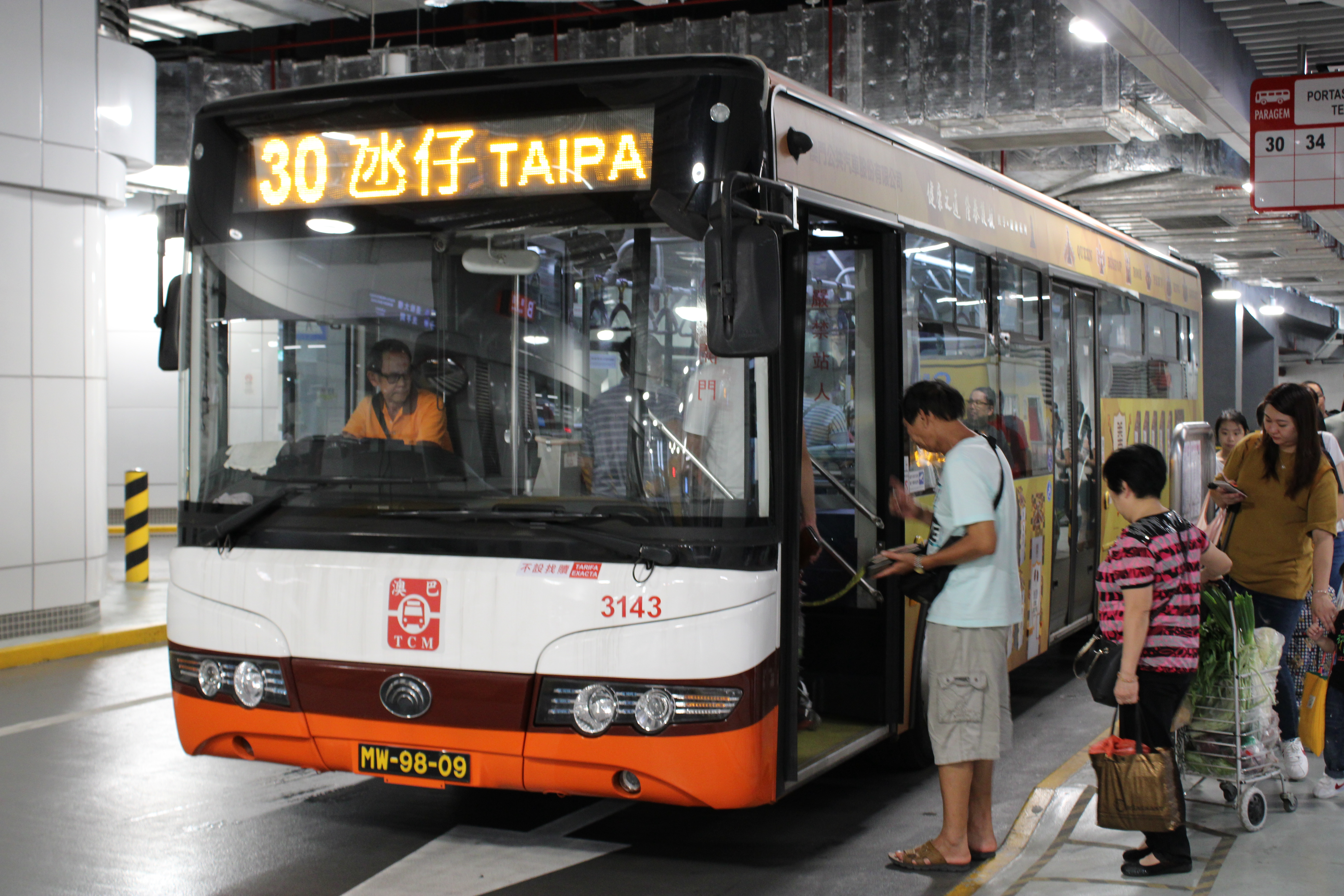
宇通ZK6105HG
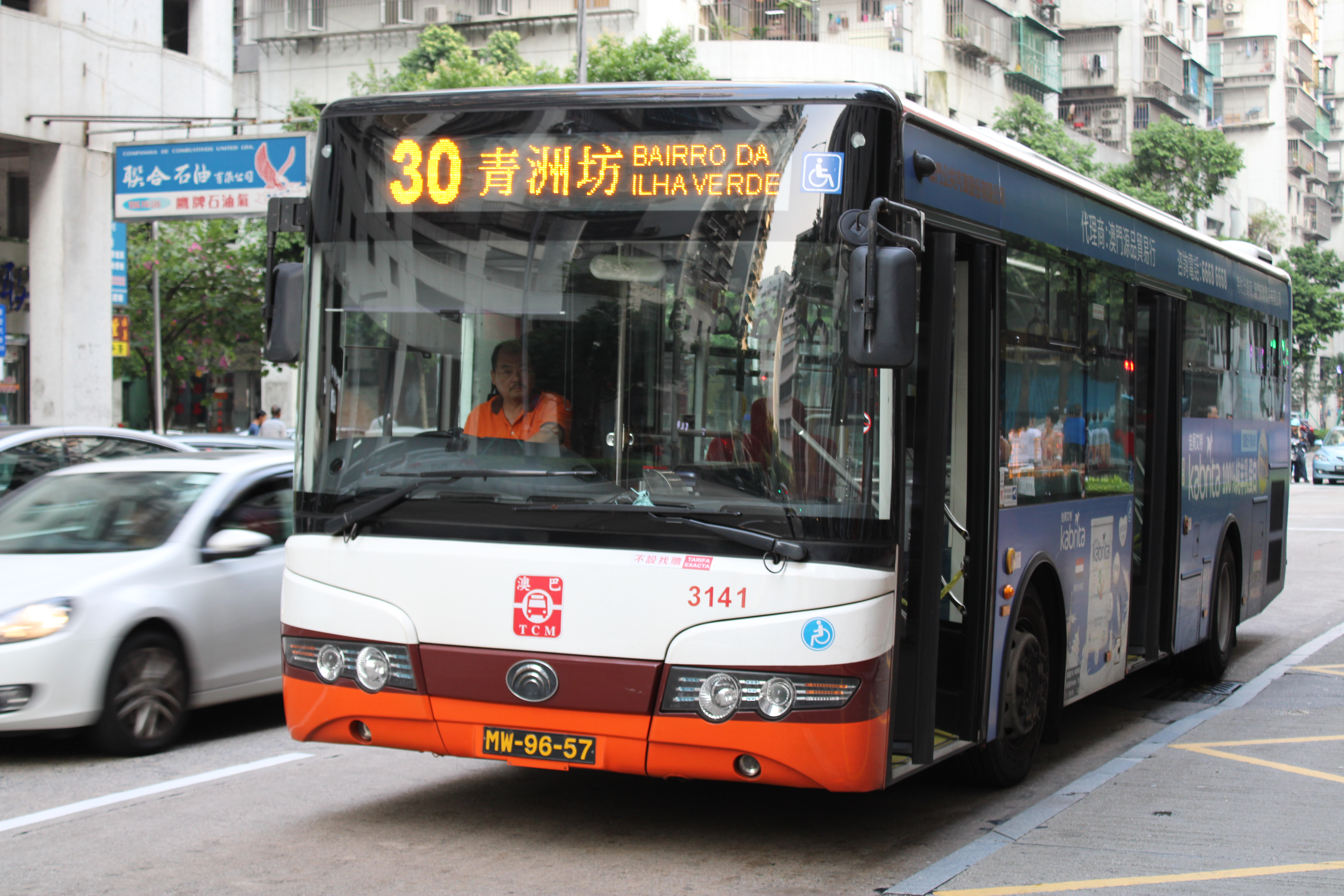
宇通ZK6105HG
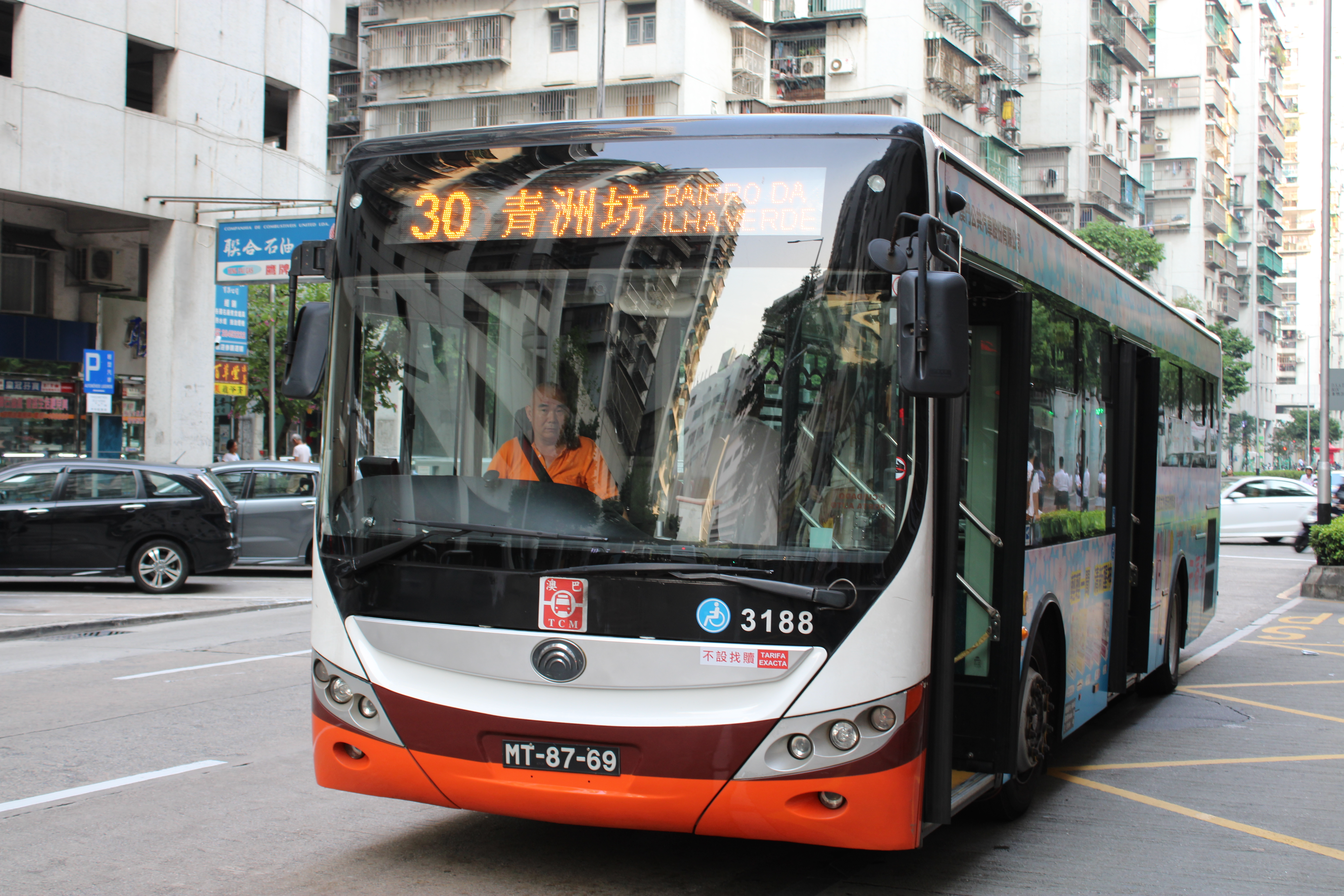
宇通ZK6118HGE
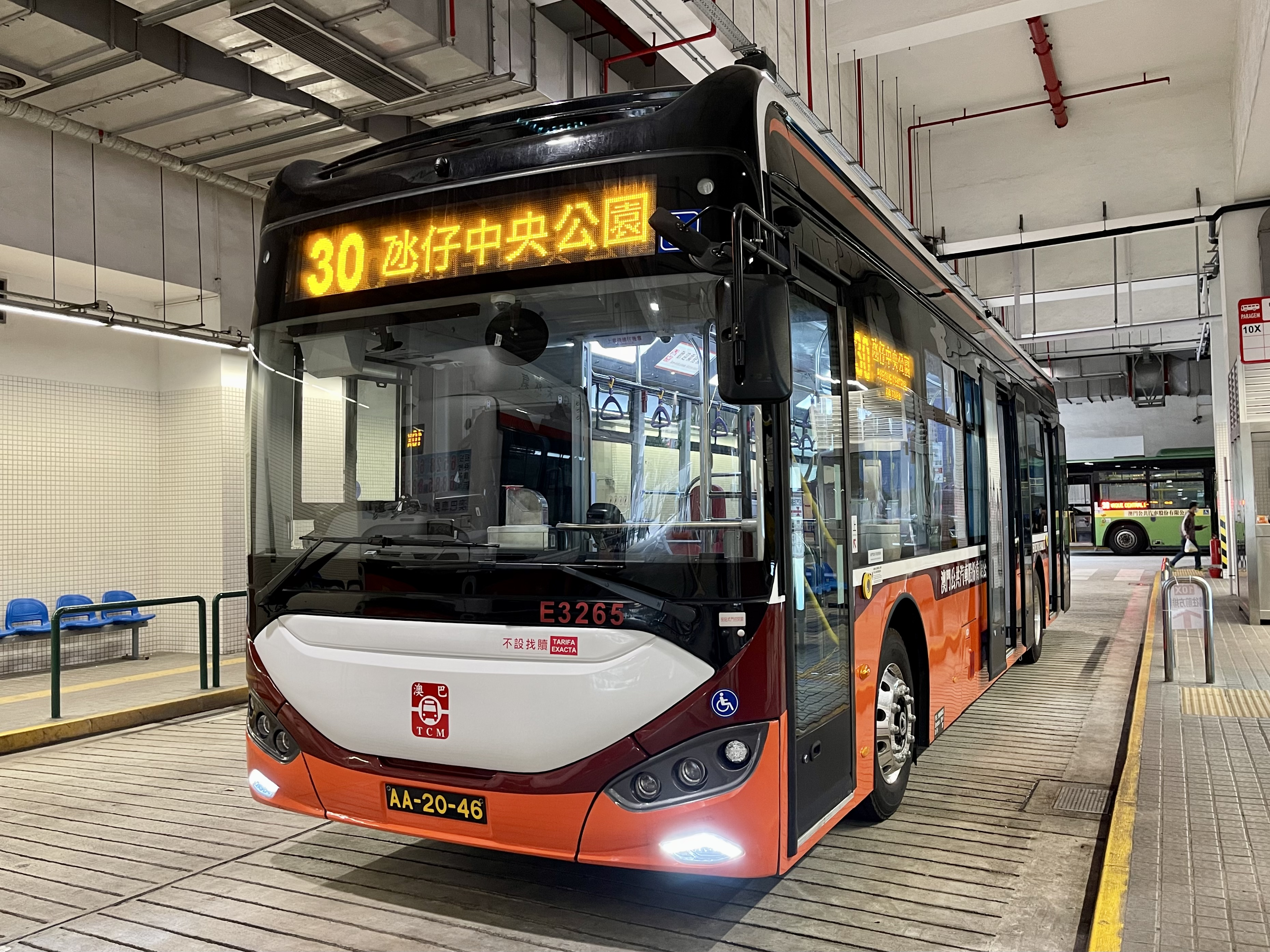
蘇州金龍KLQ6116GHEV
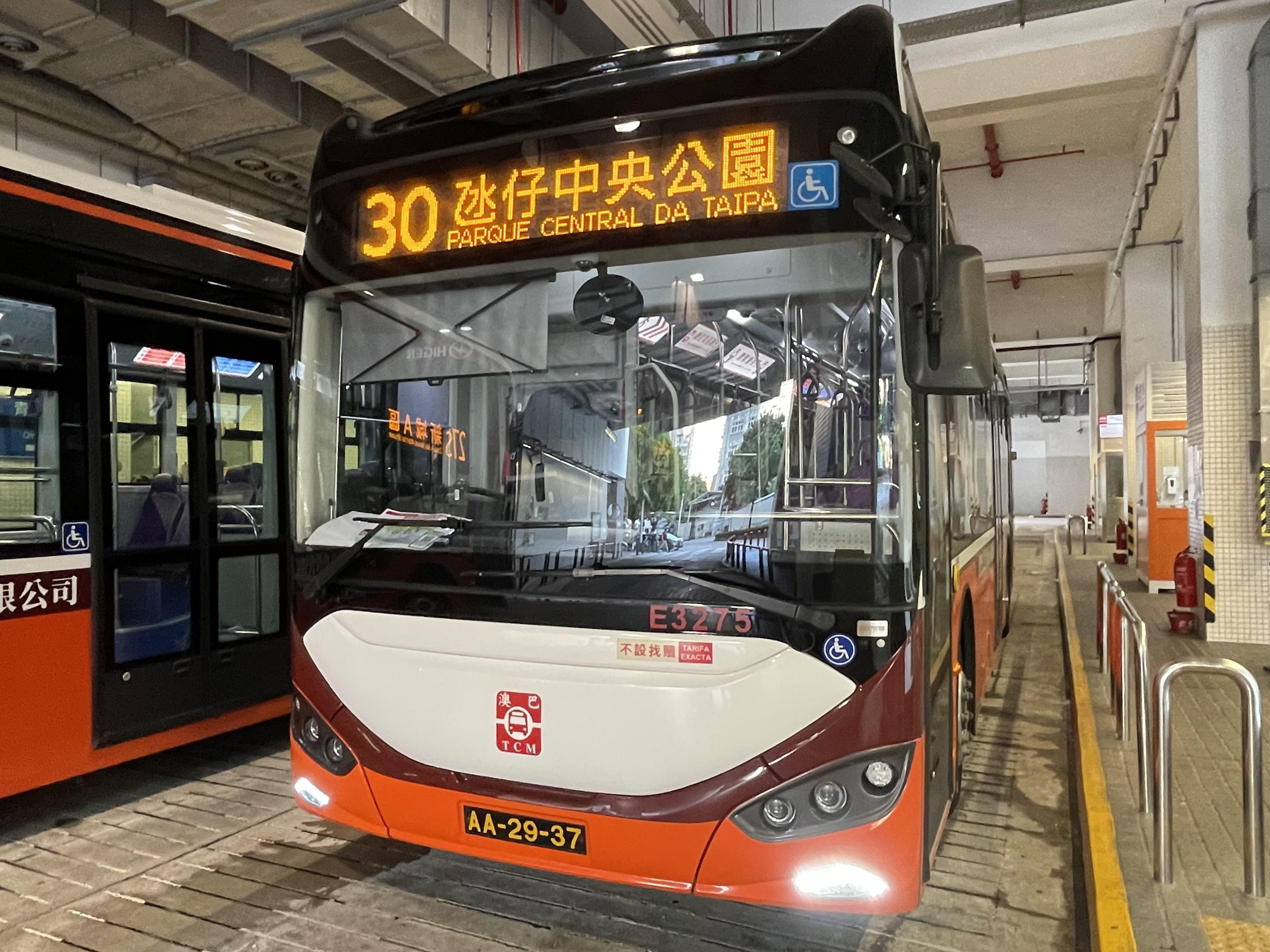
蘇州金龍KLQ6116GHEV
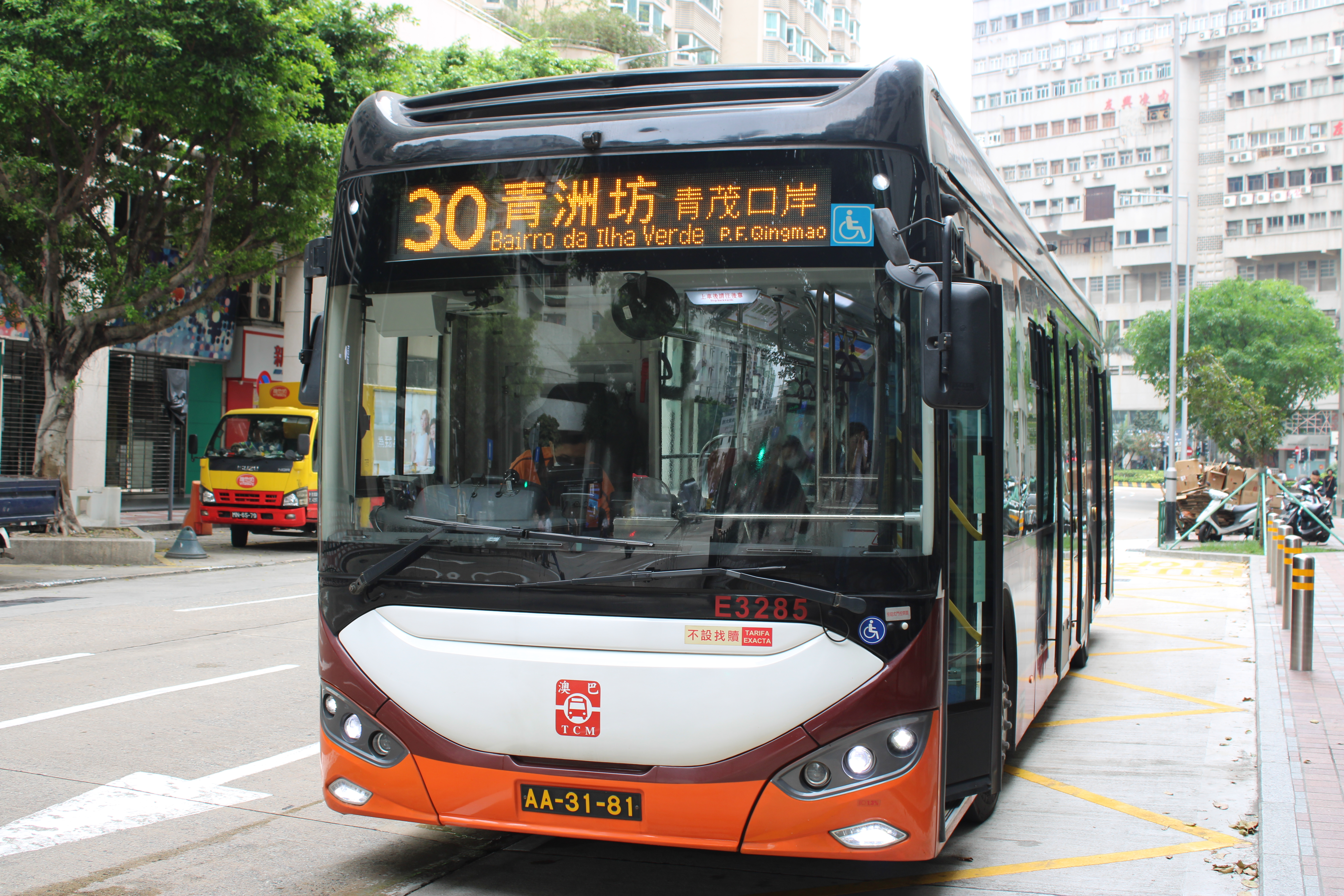
蘇州金龍KLQ6116GHEV
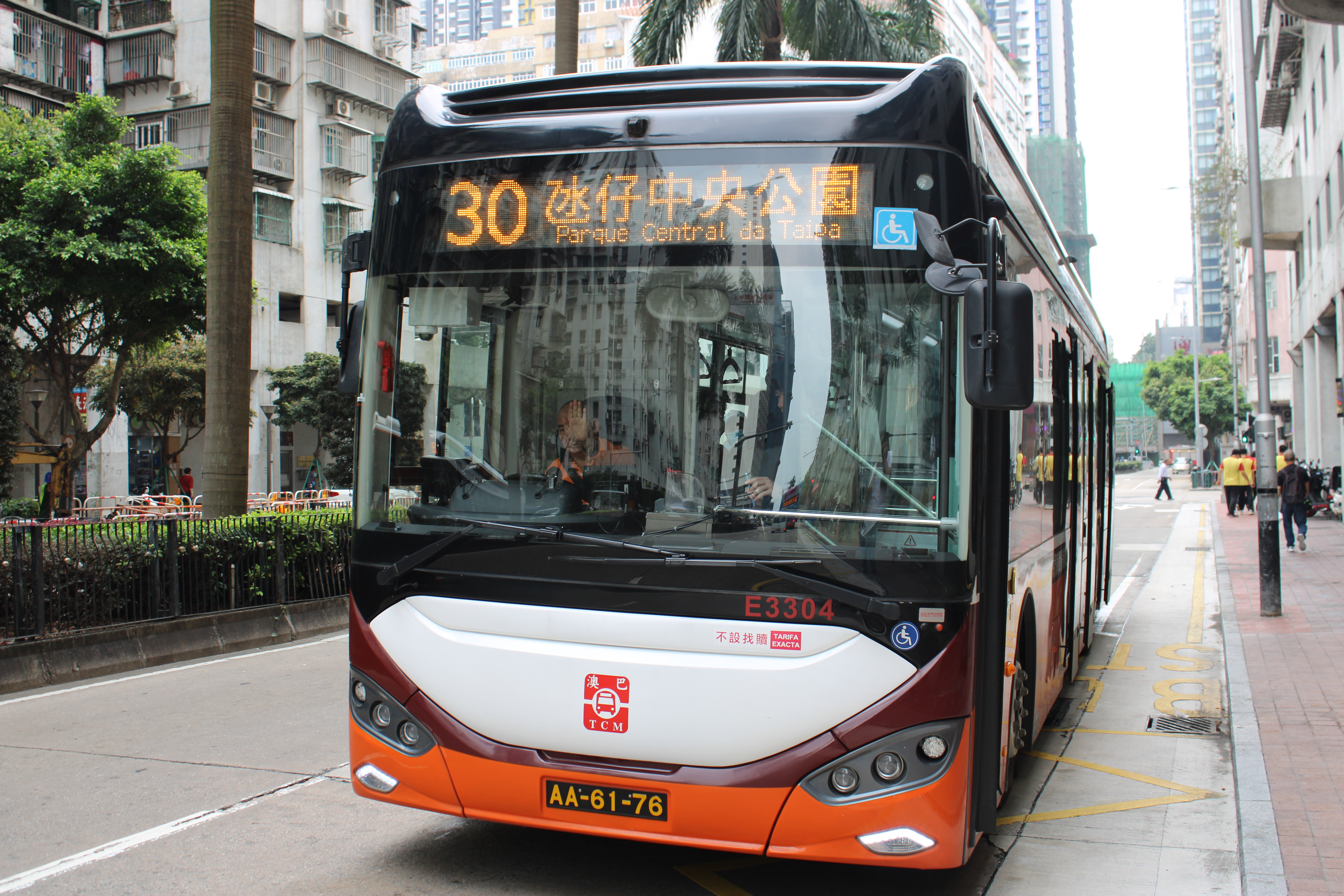
蘇州金龍KLQ6116GHEV
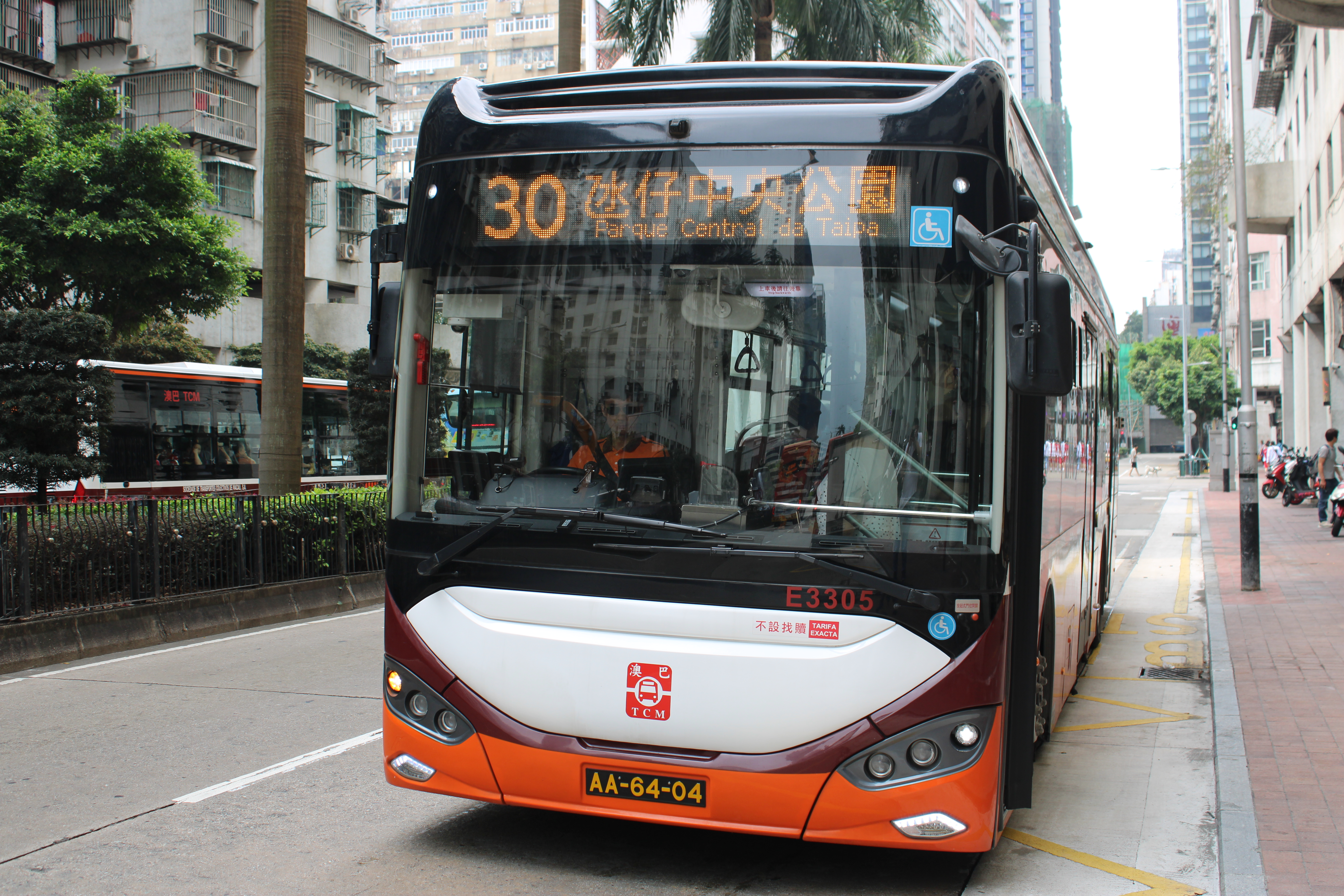
蘇州金龍KLQ6116GHEV
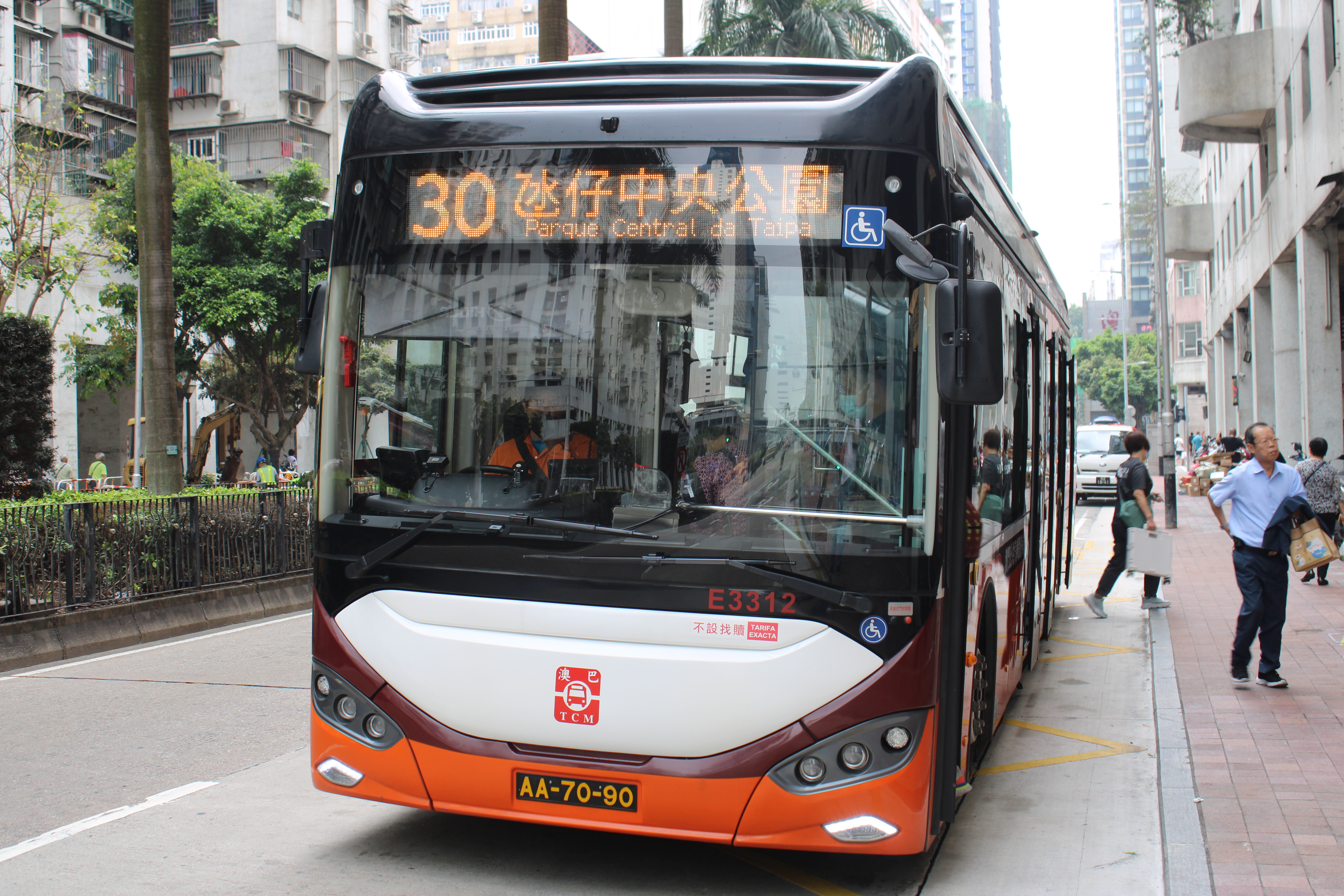
蘇州金龍KLQ6116GHEV
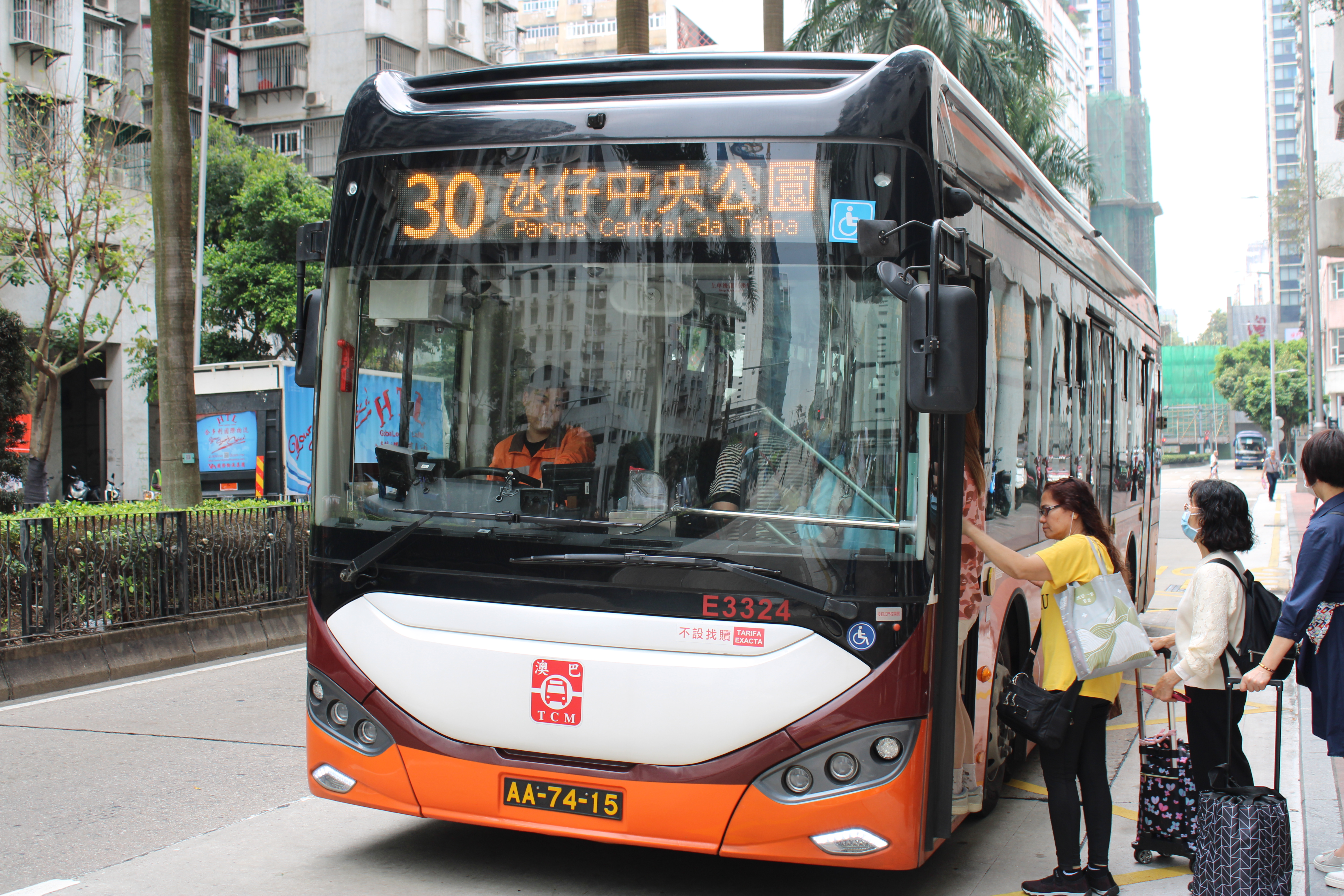
蘇州金龍KLQ6116GHEV
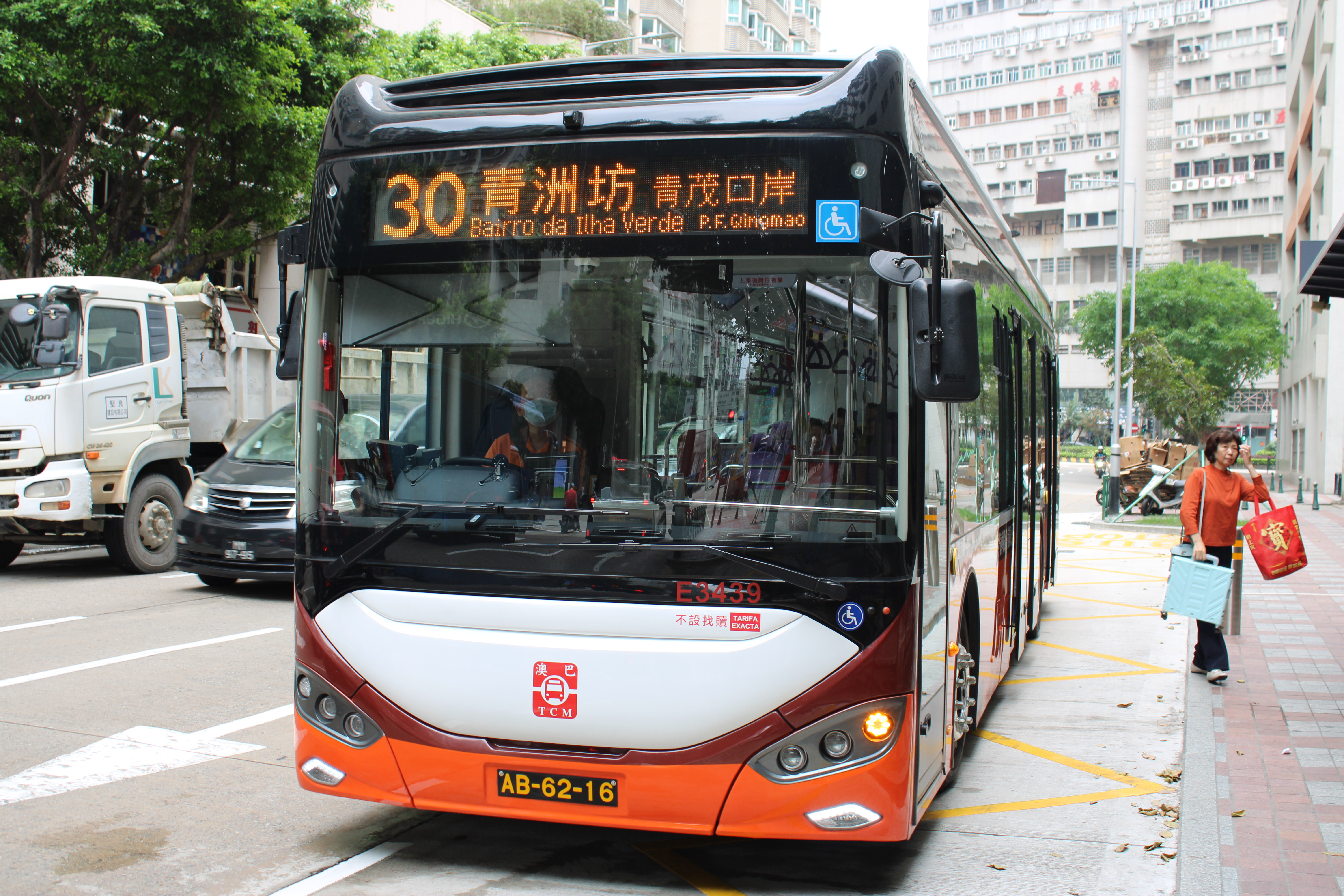
蘇州金龍KLQ6116GHEV
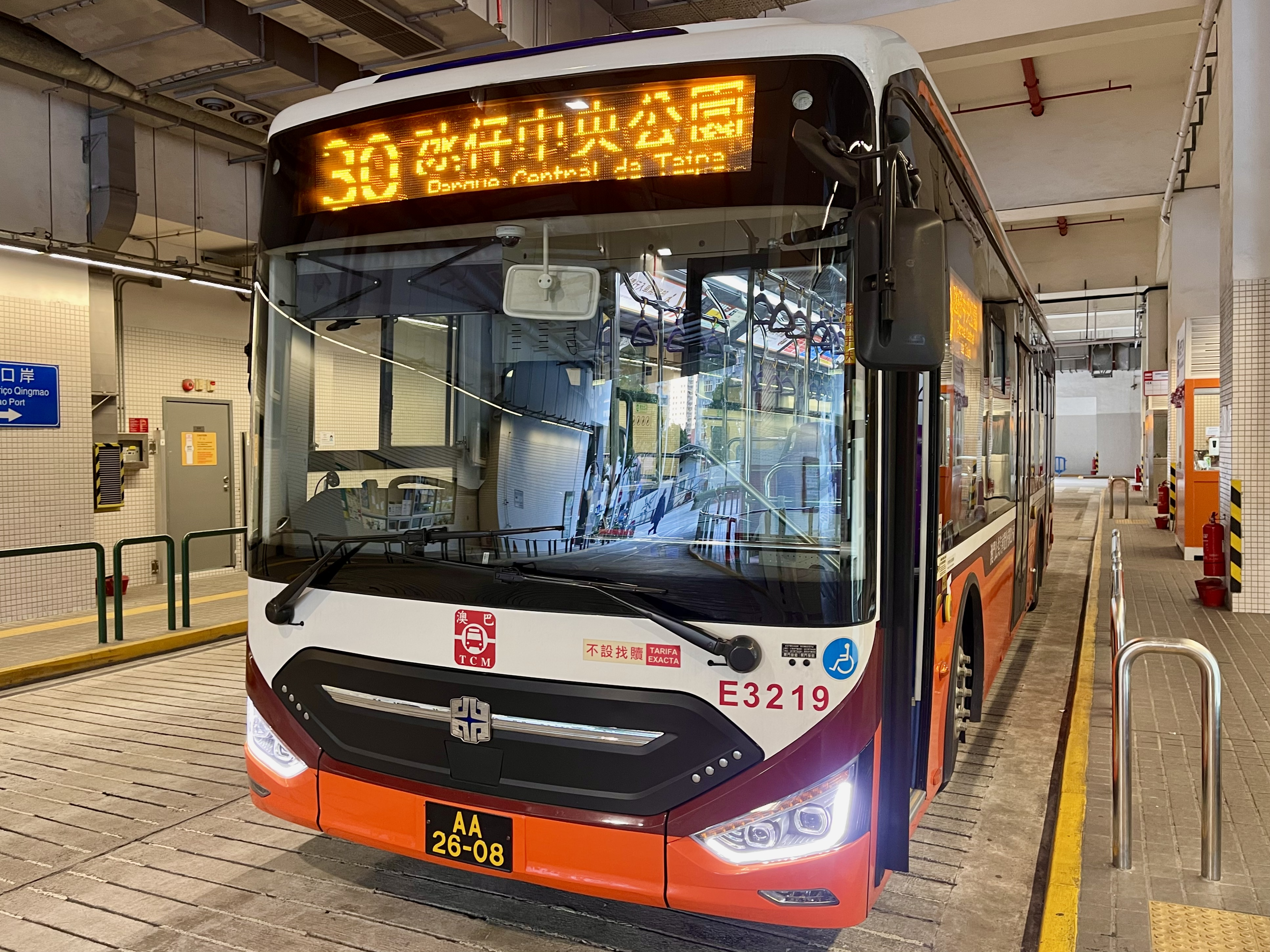
中通LCK6113SHEVG
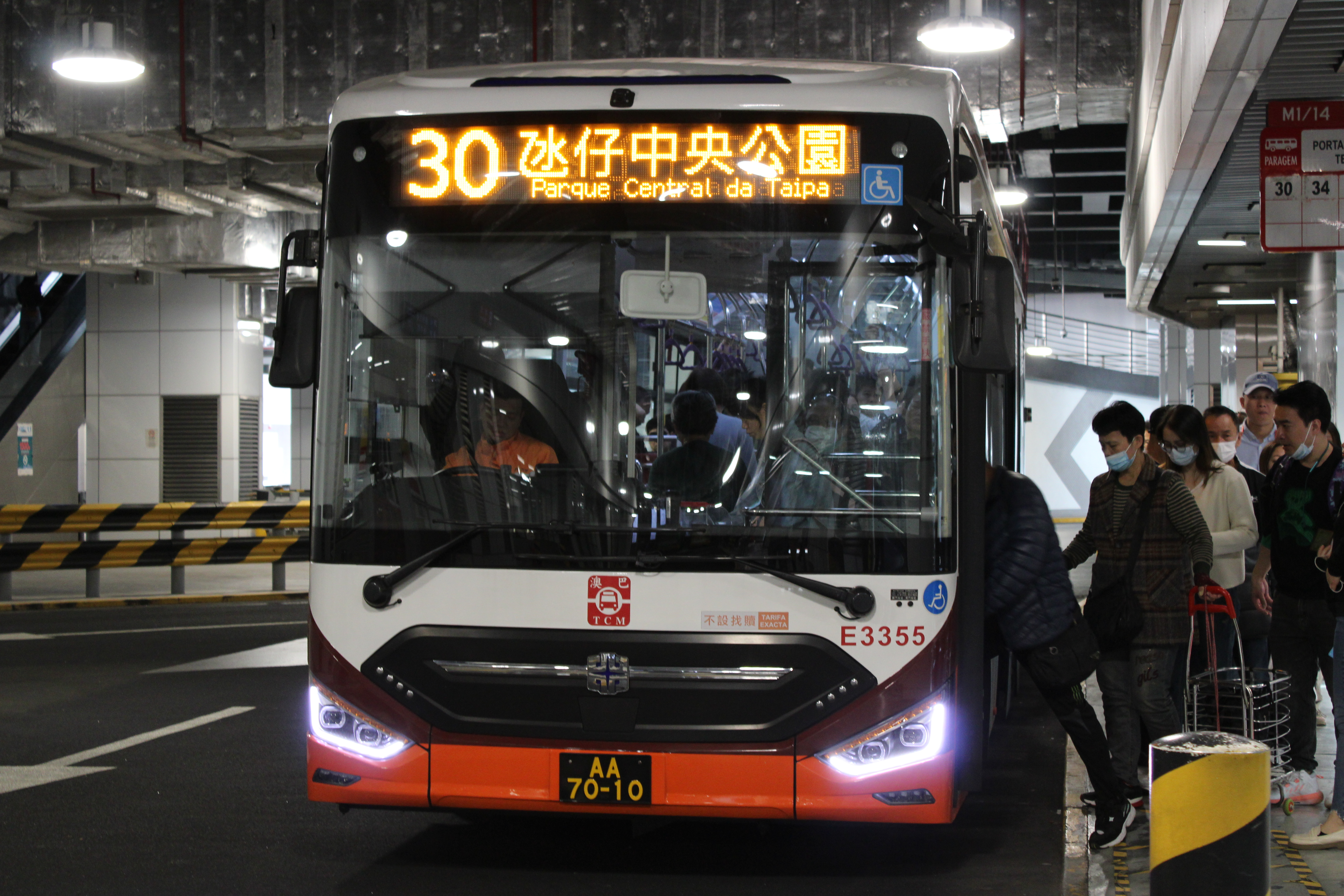
中通LCK6113SHEVG
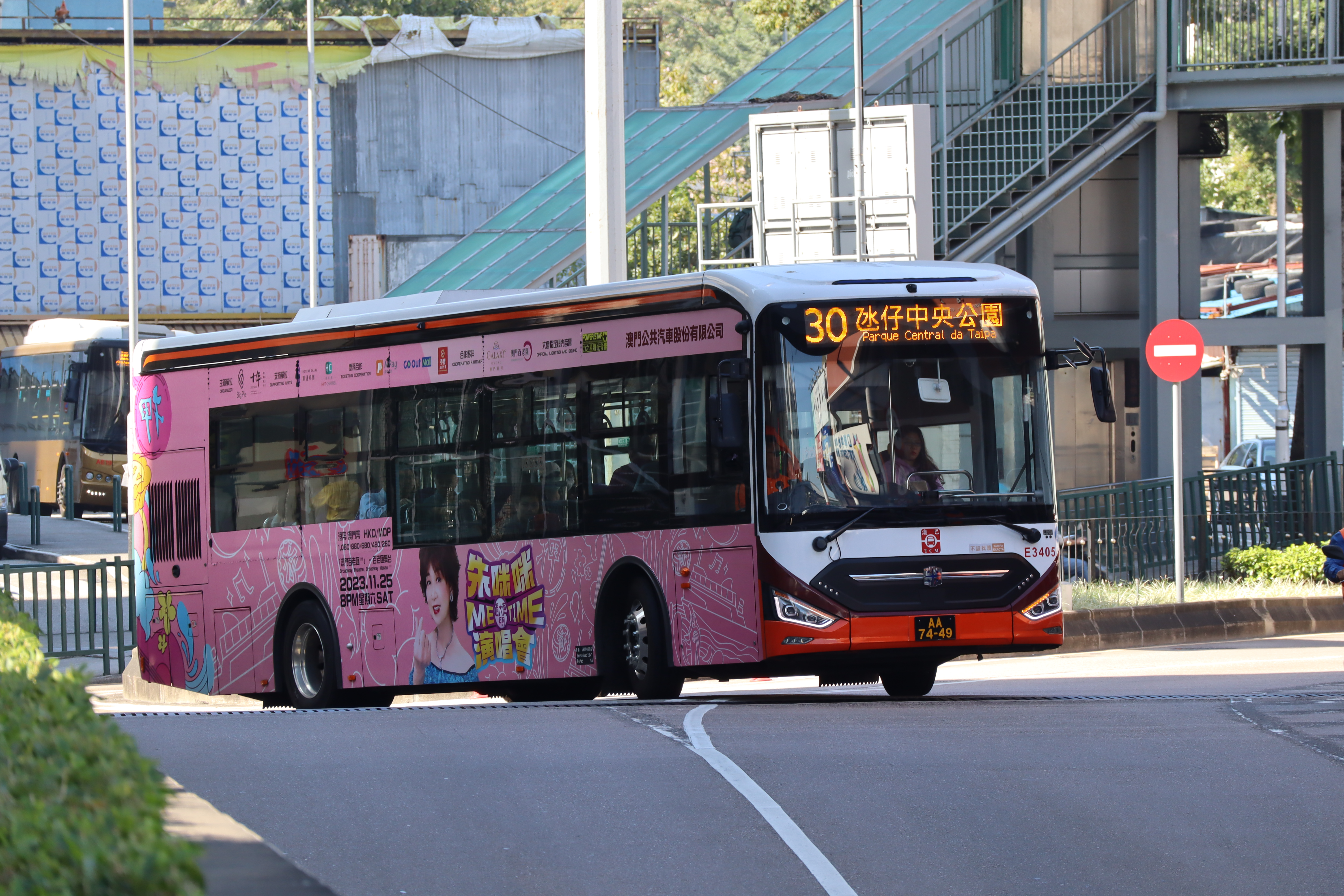
中通LCK6113SHEVG
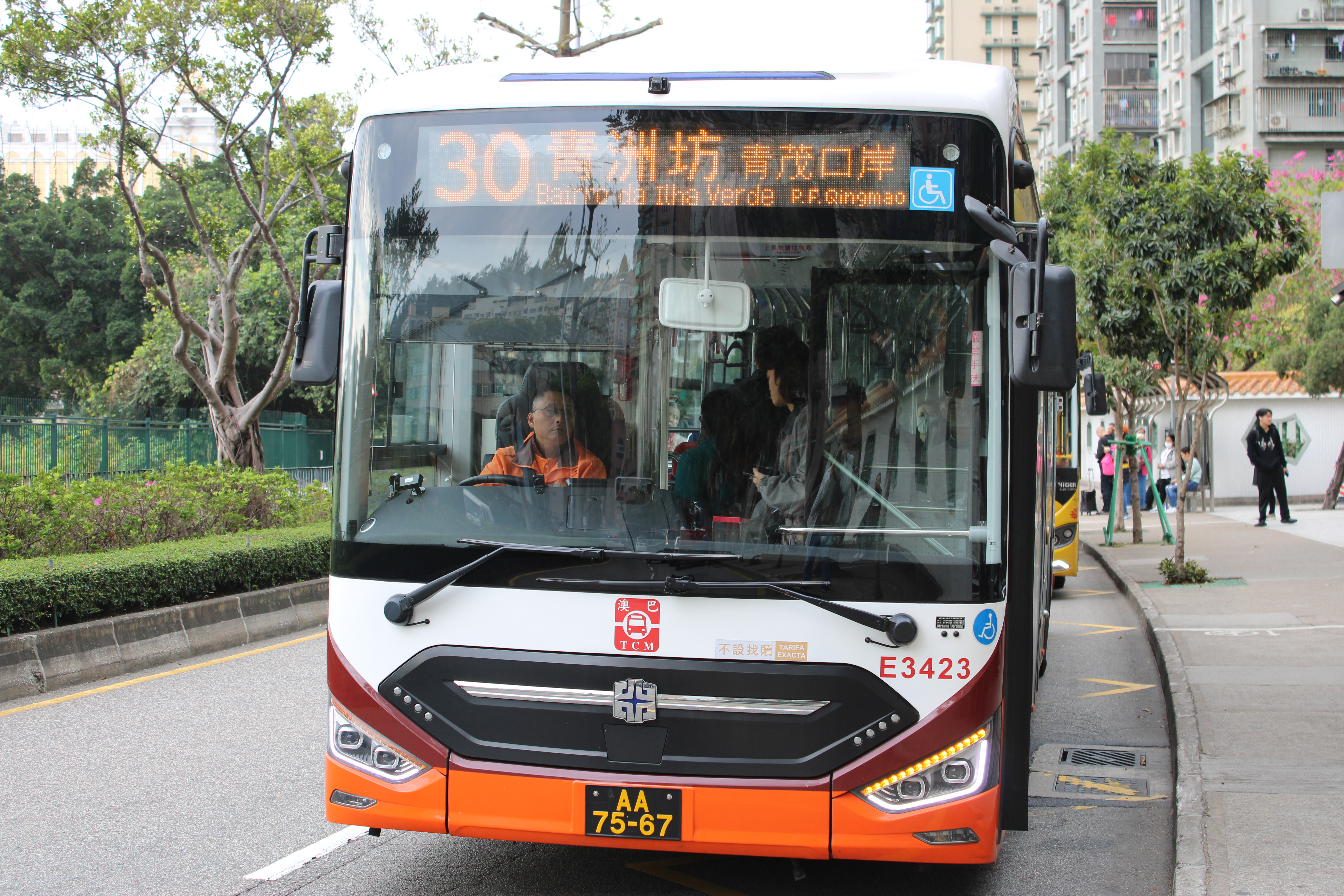
中通LCK6113SHEVG
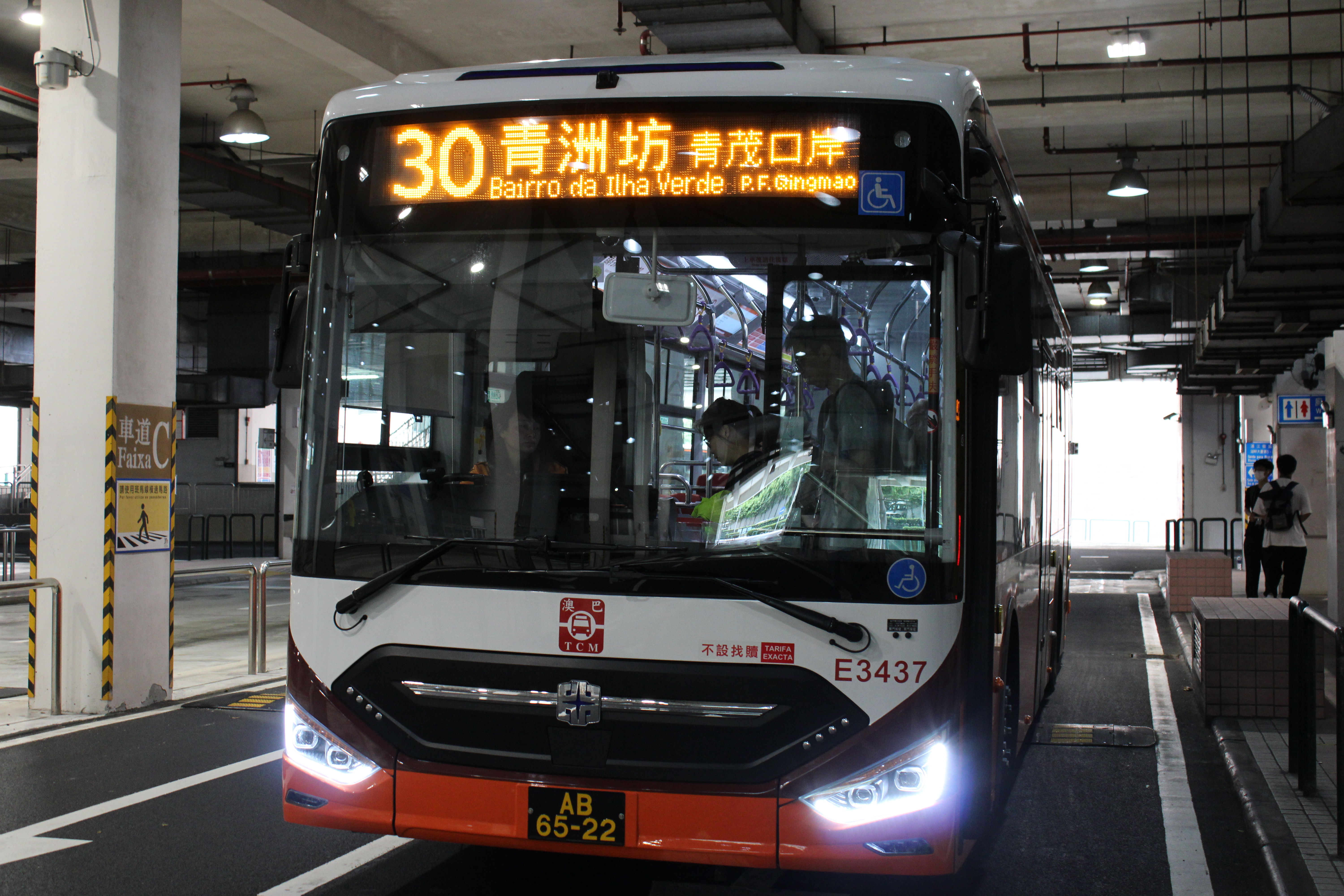
中通LCK6113SHEVG

2022年4月18日起：
- 宇通ZK6105HG
- 宇通ZK6115HG1
- 宇通ZK6118HGE
- 蘇州金龍KLQ6116GHEV

2022年5月23日起：
- 蘇州金龍KLQ6116GHEV
- 宇通ZK6118HGE
- 宇通ZK6115HG1

2022年6月28日起：
- 蘇州金龍KLQ6116GHEV
- 宇通ZK6118HGE
- 宇通ZK6115HG1
- 中通LCK6113SHEVG

2022年7月2日起：
- 蘇州金龍KLQ6116GHEV
- 宇通ZK6115HG1

2022年7月6日起：
- 蘇州金龍KLQ6116GHEV
- 中通LCK6113SHEVG
- 宇通ZK6115HG1

2022年7月24日起：
- 蘇州金龍KLQ6116GHEV
- 宇通ZK6118HGE
- 宇通ZK6105HG
- 中通LCK6113SHEVG

2022年8月1日起：
- 蘇州金龍KLQ6116GHEV
- 中通LCK6113SHEVG
- 宇通ZK6118HGE

2022年8月5日起：
- 蘇州金龍KLQ6116GHEV
- 宇通ZK6105HG

2022年8月10日起：
- 蘇州金龍KLQ6116GHEV
- 中通LCK6113SHEVG

2022年8月15日起：
- 蘇州金龍KLQ6116GHEV
- 宇通ZK6118HGE

2022年8月23日起：
- 蘇州金龍KLQ6116GHEV

2022年9月9日起：
- 蘇州金龍KLQ6116GHEV
- 宇通ZK6118HGE

2022年11月起：
- 蘇州金龍KLQ6116GHEV
- 宇通ZK6118HGE
- 中通LCK6113SHEVG

2023年1月1日起：
- 蘇州金龍KLQ6116GHEV
- 中通LCK6113SHEVG

2023年6月8日起：
- 中通LCK6113SHEVG

2024年4月1日起：
- 中通LCK6113SHEVG
- 蘇州金龍KLQ6116GHEV

## 電牌
| 往氹仔方向                   | 往氹仔方向         | 往氹仔方向 |
| 日期                         | 頭牌               | 圖例       |
| ---------------------------- | ------------------ | ---------- |
| 2021年1月1日前               | 氹仔               |            |
| 2021年1月1日起               | 氹仔中央公園       |            |
| 往台山方向                   |                    |            |
| 日期                         | 頭牌               | 圖例       |
| 2019年8月17日前              | 李寶椿街           |            |
| 2019年8月17日至2022年6月18日 | 青洲坊             |            |
| 2022年6月19日至2023年6月9日  | 青洲坊（青茂口岸） |            |
| 2023年6月10日起              | 青洲坊 青茂口岸    |            |

## 路線資料

### 收費
| 收費類別     | 收費類別                      | 收費類別             | 費用 |
| ------------ | ----------------------------- | -------------------- | ---- |
| 現金         | 現金                          | 現金                 | $6.0 |
| 境外支付工具 | 支付寶（內地及香港）          | 支付寶（內地及香港） | $6.0 |
| 境外支付工具 | 雲閃付 非綁定澳門銀聯卡       |                      | $6.0 |
| 境外支付工具 | 微信支付（內地及香港）        |                      | $6.0 |
| 境外支付工具 | 交通聯合 非澳門發行的全國通卡 |                      | $6.0 |
| 境內支付工具 | 澳門通                        | 全民卡               | $3.0 |
| 境內支付工具 | 澳門通                        | 學生卡               | $1.5 |
| 境內支付工具 | 澳門通                        | 長者卡               | 免費 |
| 境內支付工具 | 澳門通                        | 殘疾卡               | 免費 |
| 境內支付工具 | 聚易用＋                      | 聚易用＋             | $3.0 |

### 服務時間及班距
| 服務時間                      | 服務時間   | 每天        |
| ----------------------------- | ---------- | ----------- |
| 青洲坊總站                    | 青洲坊總站 | 06:00-01:10 |
| 班距                          | 尖峰       | 6-10分鐘    |
| 班距                          | 離峰       | 8-12分鐘    |
| 懸掛8號風球後15分鐘開出尾班車 |            |             |

### 路線停站
| 30   | 青洲坊 ↺ 氹仔中央公園 | 青洲坊 ↺ 氹仔中央公園    | 青洲坊 ↺ 氹仔中央公園 |
| 序號 | 循環線                | 循環線                   | 循環線                |
| 序號 | 站號                  | 站名                     | 輕軌站／出入境口岸    |
| 1    | M20/6                 | 青洲坊總站               | 青茂口岸              |
| 2    | M13                   | 李寶椿街                 |                       |
| 3    | M1/14                 | 關閘總站                 | 關閘邊檢大樓          |
| 4    | M222/2                | 看台街                   |                       |
| 5    | M220/1                | 祐漢街市                 |                       |
| 6    | M224                  | 永康街／麗華             |                       |
| 7    | M30                   | 黑沙環第五街             |                       |
| 8    | M36/1                 | 慕拉士巷                 |                       |
| 9    | M234                  | 東北大馬路／海濱         |                       |
| 10   | M235                  | 東北大馬路／保利達       |                       |
| 11   | T342                  | 高勵雅馬路               |                       |
| 12   | T409                  | 湖畔公園                 |                       |
| 13   | T318                  | 泉悅花園                 |                       |
| 14   | T319                  | 嘉模泳池                 |                       |
| 15   | T320                  | 氹仔官也街               |                       |
| 16   | T321/2                | 氹仔中葡小學             | 排角站                |
| 17   | T323                  | 黑橋／地堡街             |                       |
| 18   | T324/2                | 澳門運動場               |                       |
| 19   | T327                  | 賽馬會                   | 馬會站                |
| 20   | T326/4                | 柯維納馬路               | 馬會站                |
| 21   | T350                  | 廣東大馬路／馬會         | 馬會站                |
| 22   | T353                  | 廣東大馬路／濠尚         |                       |
| 23   | T413                  | 氹仔中央公園／哥英布拉街 |                       |
| 24   | T308/3                | 氹仔電訊                 |                       |
| 25   | T352                  | 廣東大馬路／濠景         |                       |
| 26   | T332/2                | 南新花園                 | 馬會站                |
| 27   | T325/3                | 華寶花園                 |                       |
| 28   | T339/4                | 花城公園                 |                       |
| 29   | T408/5                | 湖畔大廈                 |                       |
| 30   | T343                  | 海灣花園／海城閣         |                       |
| 31   | M64                   | 黑沙環新街／南華         |                       |
| 32   | M206/2                | 黑沙環新街／建華         |                       |
| 33   | M246                  | 永華街                   |                       |
| 34   | M244                  | 中心街                   |                       |
| 35   | M216                  | 馬場東大馬路             |                       |
| 36   | M63                   | 紀念孫中山公園           |                       |
| 37   | M20/6                 | 青洲坊總站               | 青茂口岸              |

## 客量
- 本線平日乘客主要集中於關閘總站至官也街一段，本線也為與關閘回氹仔市中心的市民提供快速巴士，客量相對平穩，且該段路程有34路線予以輔助，因而平日本線不算太繁忙。惟在節日及假日陸客會選擇本線前往官也街，故在節日及假日本線也有不俗的客流量。

- 自從本線改經氹仔中央公園一帶，以及星皓廣場開幕，客量進一步提升。

## 本線分流路線
- 澳門巴士30X路線

## 批評

### 澳巴30路線司機擅自改道，更恐嚇乘客
- 澳門日報於2007年7月19日報道，一名男乘客向治安警察局報案，指在2007年7月11日晚上乘搭30路線巴士由花城返回台山方向，擬在何賢紳士大馬路的巴士站落車。但巴士司機在新城市花園站停車後，擅自改道行駛，巴士司機沒有理會乘客要求其按照原路線行駛的要求，更着其在其他巴士站落車。更說出「如果我收工後換咗件制服，你就認唔到我，我到時有啲嘢可以做。」等恐嚇言論。
- 事後，治安警察局拘捕有關司機，有人承認擅自改道，未按原定路線行車。而澳巴回應指事件是誤會，更反指責乘客罵司機。[18]

### 澳巴標示含糊，被指搭澳巴如入黑店
- 有澳門日報讀者附圖指出澳巴30路線，車頭標示與目的地不符。當遊客向司機投訴時，司機拿下指示牌，指着比只有目的地名稱不到十分一體積的一個“近”字。此事被指澳巴騙人、如入黑店、為了吸引乘客標出錯誤訊息、誤導、令澳門旅遊形象大打折扣。[19]

## 事故
- 2005年7月30日下午約2時，澳巴10路線一輛大巴，在台山巴波沙大馬路懷疑收掣不及，撞向前面三部準備或正在停站，分別為兩部新福利中巴和澳巴30路線大巴。事件中四部巴士共13名巴士乘客受傷，消防局需要採取緊急應變措施，先後派出8輛救護車及1輛物料供應車到場救援；另外治安警察局一度封閉附近路段，現場情況緊張，意外令附近道路嚴重擠塞。[20]

- 2006年8月17日，澳巴30路線一輛日產Cilivian型號小巴，由氹仔往澳門半島方向，在行經馬揸度博士大馬路蔡高中學對開時，懷疑機件失控，先擦向路旁一輛貨車，再衝前撞到一輛私家車，然後剷上行人路，直至撞到一棵樹後才停下，巴士損毀嚴重，車上座位飛脫。事件中巴士上全部乘客及巴士司機共22人受傷，其中3名男乘客傷勢嚴重，傷者大部份被玻璃割傷，其中一人頸部受傷需要卧床。

- 2022年1月9日，下午約一時四十分在氹仔雞頸馬路「湖畔公園」巴士站有兩架巴士相撞。現場消息指，一架澳巴30路線巴士（車隊編號：3043）懷疑追尾撞上前方的新福利34路線巴士（車隊編號：K190），5女4男受傷。涉事澳巴車頭擋風玻璃撞至破裂。新福利車尾凹陷、泵把鬆脫墮地。[21][22]

- 2022年9月9日下午6時左右，一架澳巴30路線巴士（車隊編號：E3277）駛至慕拉士大馬路泉福工業大廈前對開路段，有乘客聽到重物跌落車頂的聲音，隨即通知車長。車長下車查看，發現車旁有石屎，車身中部左側接近車頂有劃花痕跡，懷疑石屎由附近大廈剝落擊中車身，隨即通知公司及報警求助，事件中無人受傷。[23]

## 圖片集

### 澳巴時期（舊兩巴時期）

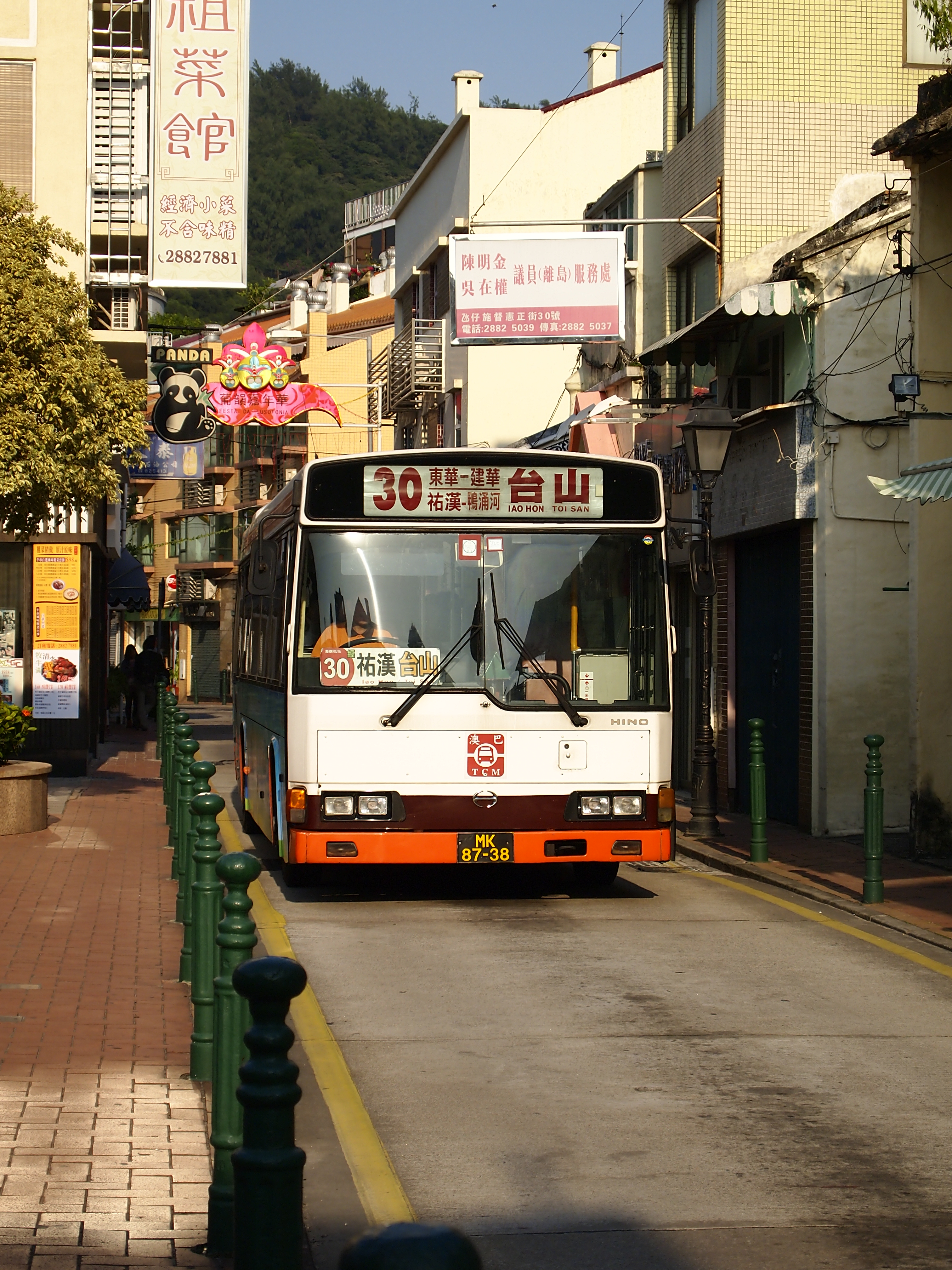
日野Rainbow PK-HR7JPAE
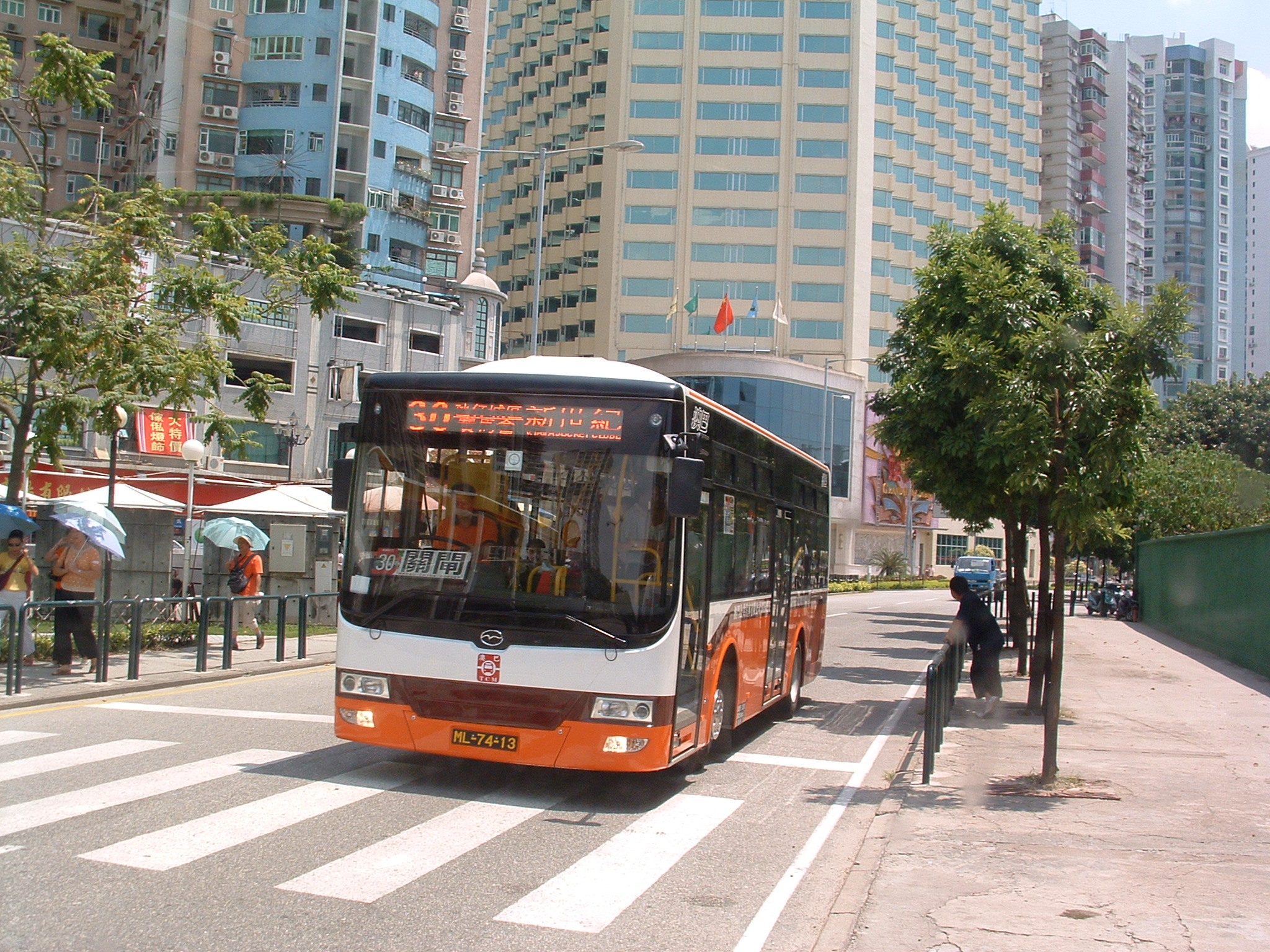
五洲龍FDG6920BG
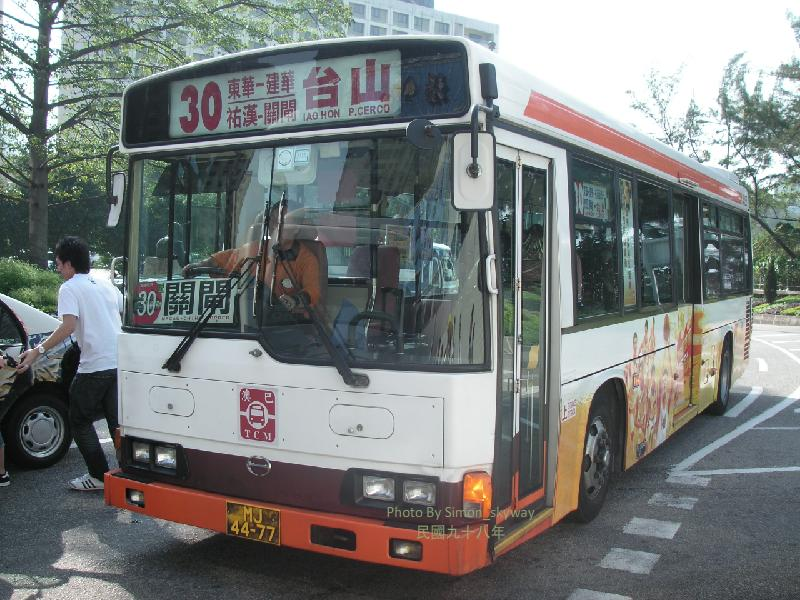
日野Rainbow KK-HR1JKEE
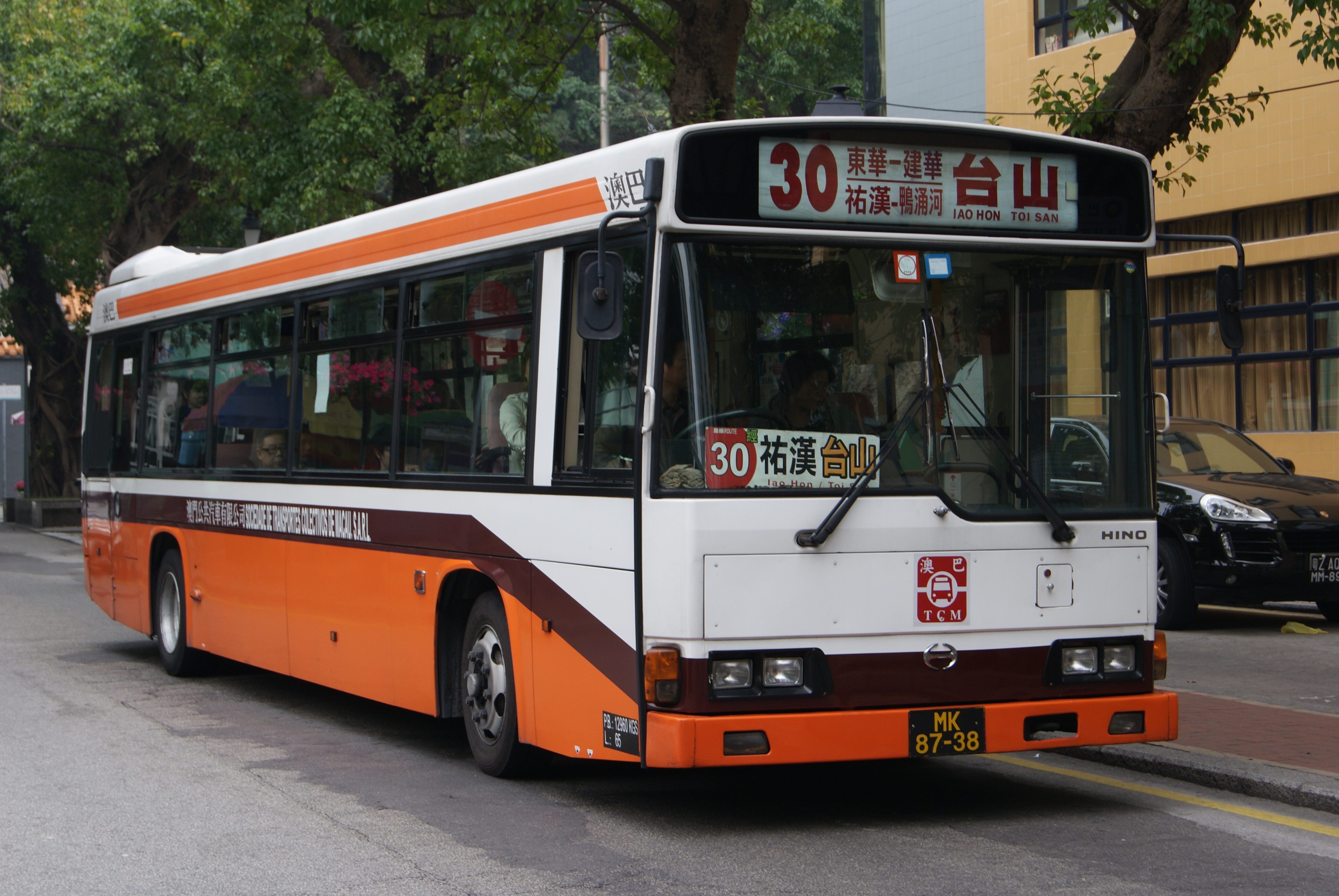
日野Rainbow PK-HR7JPAE
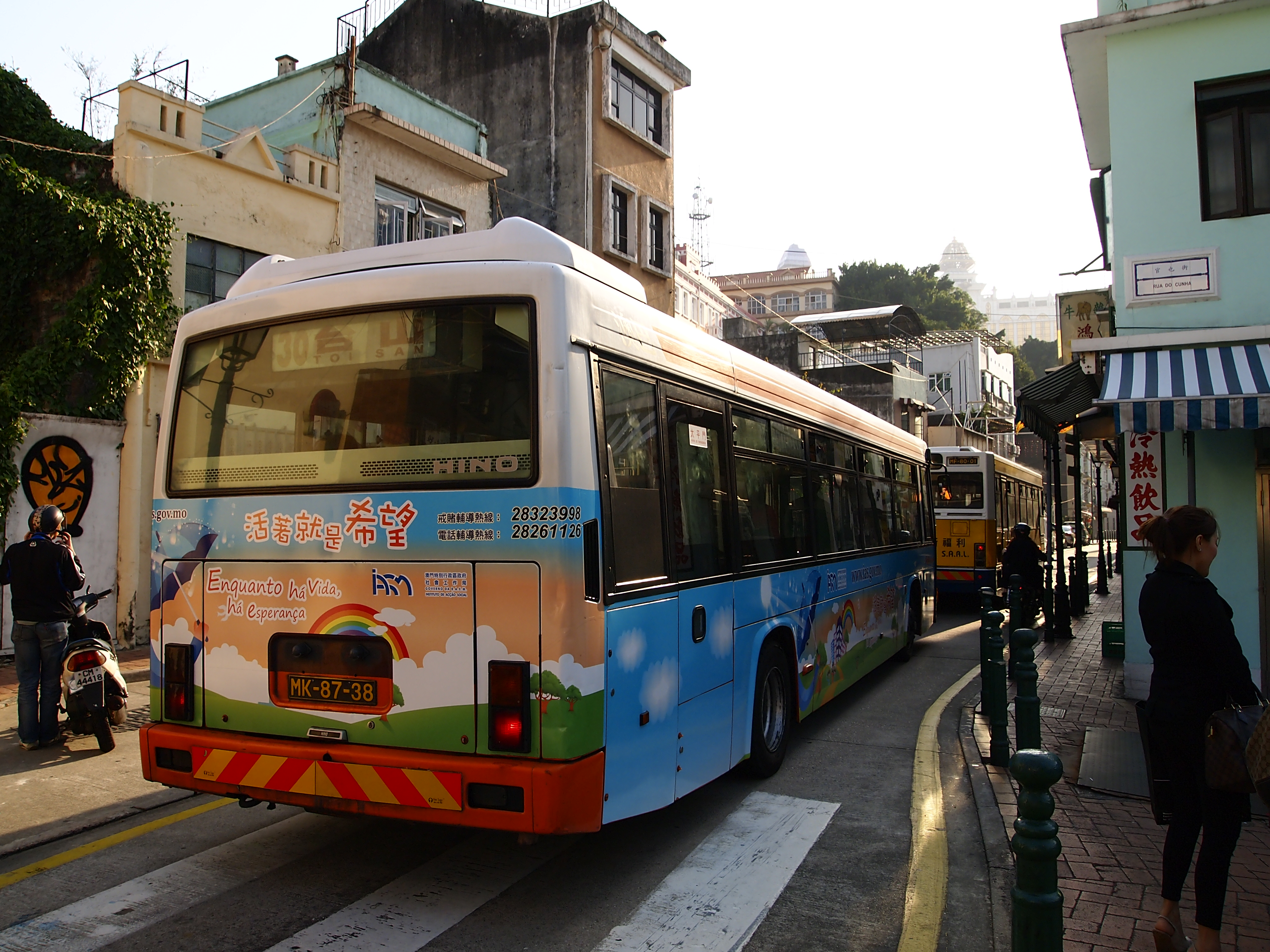
日野Rainbow PK-HR7JPAE

### 維澳蓮運時期
- 宇通ZK6118HGE

### 新時代時期
- 宇通ZK6118HGE
- 宇通ZK6118HGE
- 宇通ZK6118HGE

### 澳巴時期（新兩巴時期）
- 宇通ZK6118HGE
- 宇通ZK6115HG1
- 宇通ZK6115HG1
- 宇通ZK6105HG
- 宇通ZK6105HG
- 宇通ZK6105HG
- 宇通ZK6105HG
- 宇通ZK6118HGE
- 蘇州金龍KLQ6116GHEV
- 蘇州金龍KLQ6116GHEV
- 蘇州金龍KLQ6116GHEV
- 蘇州金龍KLQ6116GHEV
- 蘇州金龍KLQ6116GHEV
- 蘇州金龍KLQ6116GHEV
- 蘇州金龍KLQ6116GHEV
- 蘇州金龍KLQ6116GHEV
- 中通LCK6113SHEVG
- 中通LCK6113SHEVG
- 中通LCK6113SHEVG
- 中通LCK6113SHEVG
- 中通LCK6113SHEVG

## 外部連結
- 澳門公共汽車股份有限公司（官方網頁） （页面存档备份，存于）（繁體中文）